# 中华人民共和国护照
中華人民共和國護照是中华人民共和国有关部门發給中華人民共和國公民用于出入国境和在国外证明国籍和身份的证件，也是定居国外无中国大陆户籍和居民身份证的中华人民共和国公民（即华侨）在中国大陆境内的一种身份证明，相关办事机构可以通过接入国家移民管理局出入境证件身份认证平台的应用系统进行联网在线查询获得护照持有人的身份信息。
中華人民共和國護照分为外交護照、公務護照、公务普通护照、普通護照、香港特别行政区护照和澳门特别行政区护照。其中，外交護照、公務護照、公务普通护照被统称为因公护照，普通護照曾经被稱爲因私護照。普通護照的持有者可以是拥有中国大陆户籍的人士，也可以是不具有户籍的中国人民解放军现役军人、中国人民武装警察部队现役官兵和无中国大陆户籍的华侨。对于中国公民出生在国外的新生儿，若其不自动具有外国国籍，不论具有或不具有中华人民共和国户籍都可以申请普通护照。
具有中華人民共和國國籍的香港永久性居民及澳門永久性居民不得申領该护照，應申領香港特別行政區護照或澳門特別行政區護照。台湾居民若符合条件，可申领中华人民共和国护照。
据国家移民管理局统计，截至2019年，持有普通护照的中国内地居民有1.8亿人。2024年，中国移民管理机构共签发2331.9万本普通护照。

## 歷史
- 中华人民共和国曾经使用过的出境签证样式
- 2000年中国护照出境登记卡

1949年以前，中國共產黨政權就於解放區發放過護照，如：陝甘寧邊區政府發放的護照，為16開普通黃色厚紙，正面為照文，背後為「護照使用條例」條文。1949年到1978年，全国共颁发因私普通护照约21万本。1958年到1978年的20年间，上海仅颁发了5000多本护照。而在1968年，上海只颁发了5本。1986年，开始实施为华侨颁发护照。
1982年，中国大陆出国留学人数仅1000人。同年，政府开放出国留学。1984年4月，公安部下国务院批准的《关于放宽因私出国审批条件的请示》，明确“因私出国”是公民的正当权益。1985年，出国留学人数达到1万人。但出国手续难办的问题并未完全解决。当时，申请护照手续繁琐，需要层层政治审查盖章，审批机构包括个人单位、居民委员会、街道办事处、公安派出所以及公安局等。出境旅行除了拥有护照外，还必须获得出境登记卡，每次出境都必须单独申请。离境时，登记卡必须交还给边防检查人员，验收后才可出关。这个规定一直持续到了2002年2月1日才告废止。

### 编码规则
依照国际民航组织ICAO Doc 9303规则，签发国代码、文档类型、文档号码（护照号）三项共同构成全球唯一的国际旅行证件识别码。中华人民共和国各类型国际旅行证件的编码规则如下：
| 中华人民共和国国际旅行证件编码规则 | 中华人民共和国国际旅行证件编码规则 | 中华人民共和国国际旅行证件编码规则 | 中华人民共和国国际旅行证件编码规则 | 中华人民共和国国际旅行证件编码规则 | 中华人民共和国国际旅行证件编码规则 | 中华人民共和国国际旅行证件编码规则 | 中华人民共和国国际旅行证件编码规则 | 中华人民共和国国际旅行证件编码规则 | 中华人民共和国国际旅行证件编码规则 | 中华人民共和国国际旅行证件编码规则 | 中华人民共和国国际旅行证件编码规则 | 中华人民共和国国际旅行证件编码规则 | 中华人民共和国国际旅行证件编码规则 |
| 签发机关                           | 中国内地                           | 中国内地                           | 中国内地                           | 中国内地                           | 中国内地                           | 中国内地                           | 中国内地                           | 中国内地                           | 中国内地                           | 中国香港                           | 中国香港                           | 中国澳门                           | 中国澳门                           |
| 证件类型                           | 普通护照                           | 普通护照 （边境旅游）              | 旅行证                             | 出入境 通行证                      | 出入境 通行证                      | 外交护照                           | 公务护照                           | 公务普通护照                       | 海员证                             | 特区护照                           | 签证身份书                         | 特区护照                           | 特区旅行证                         |
| ---------------------------------- | ---------------------------------- | ---------------------------------- | ---------------------------------- | ---------------------------------- | ---------------------------------- | ---------------------------------- | ---------------------------------- | ---------------------------------- | ---------------------------------- | ---------------------------------- | ---------------------------------- | ---------------------------------- | ---------------------------------- |
| 签发国代码                         | CHN                                | CHN                                | CHN                                | CHN                                | CHN                                | CHN                                | CHN                                | CHN                                | CHN                                | CHN                                | CHN                                | CHN                                | CHN                                |
| 文档类型                           | PO                                 | PT                                 | PT                                 | PL                                 | P<                                 | PD                                 | PS                                 | PP                                 | PM                                 | P<                                 | PH                                 | P<                                 | PT                                 |
| 文档号码 首位                      | G                                  | G                                  | T                                  | R                                  | R                                  | D                                  | S                                  | P                                  | A                                  | H、K                               | D                                  | M                                  | M                                  |
| 文档号码 首位                      | E                                  | G                                  | T                                  | R                                  | X                                  | DE                                 | SE                                 | PE                                 | A                                  | H、K                               | D                                  | M                                  | M                                  |

### 版本及樣式

#### 82版因私普通護照
82版因私普通護照封皮是褐色底、金字，正中是中華人民共和國國徽，國徽上方印有「中華人民共和國」，下方印有「護照」，沒有外文標註。內頁首頁是關照語及護照名稱，以中法英三國文字書寫。次頁記載個人資料，包括姓名、性別、出生年月日、出生地點、偕行兒童等項目。再次頁有照片粘貼處、持照人簽名、有效期（固定為五年）、發照機關及簽章與日期。這些資料也都有法文與英文翻譯。82版護照号码为七位数字， 比79版多了一位数字。普通護照内，所有资讯均为手写。这些早期版本的五年普通因私護照在中国本土，于90年代初已经停发。实际上在80或90年代，持中国本土颁发的普通因私護照者仅占极小的比例， 一般年份都不会超过10-20%的出国者。大部分人被要求申领因公護照， 即使是因私出国留学者也极少有例外。但在海外，颁发，换发或有效使用这类因私护照，一直持续到2000年以后。

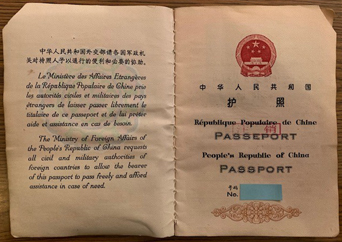
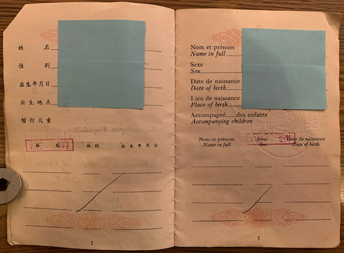
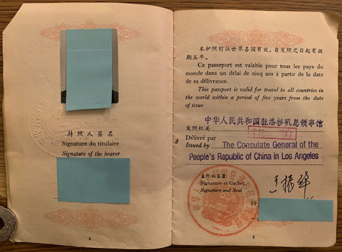
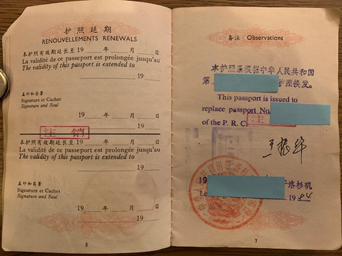

#### 82版因公普通護照
82版因公護照封皮是黑色底、金字，正中是中華人民共和國國徽，國徽上方印有「中華人民共和國」，下方印有「護照」，沒有外文標註。內頁首頁是關照語及護照名稱，底部有「因公」二字，以中法英三國文字書寫。次頁有照片、持照人簽名，照片為金屬固定護照上，並加蓋鋼印。再次頁記載個人資訊，包括姓名、性別、出生年月日、出生地點。這些資料也都有法文與英文翻譯。再再次頁為聲明頁，寫有「本護照前往世界各國有效，自發照之日起有效期五年。」 並注有法文和英文。之後是發照機關（外交部）以及外交部章、部長簽名和發照日期。之後是護照延期頁，可延期兩次，每次五年，需蓋印和簽署生效。同樣有法文與英文翻譯。所有資訊均為手寫。尾頁為注意事項。该版护照于1983年2月启用，1993年3月31日停止签发。82版后期改进的因公護照，取消法语注释，手填信息资料，两年有效期。護照号码仍为七位数字，但信息页封面有塑胶薄膜封盖。

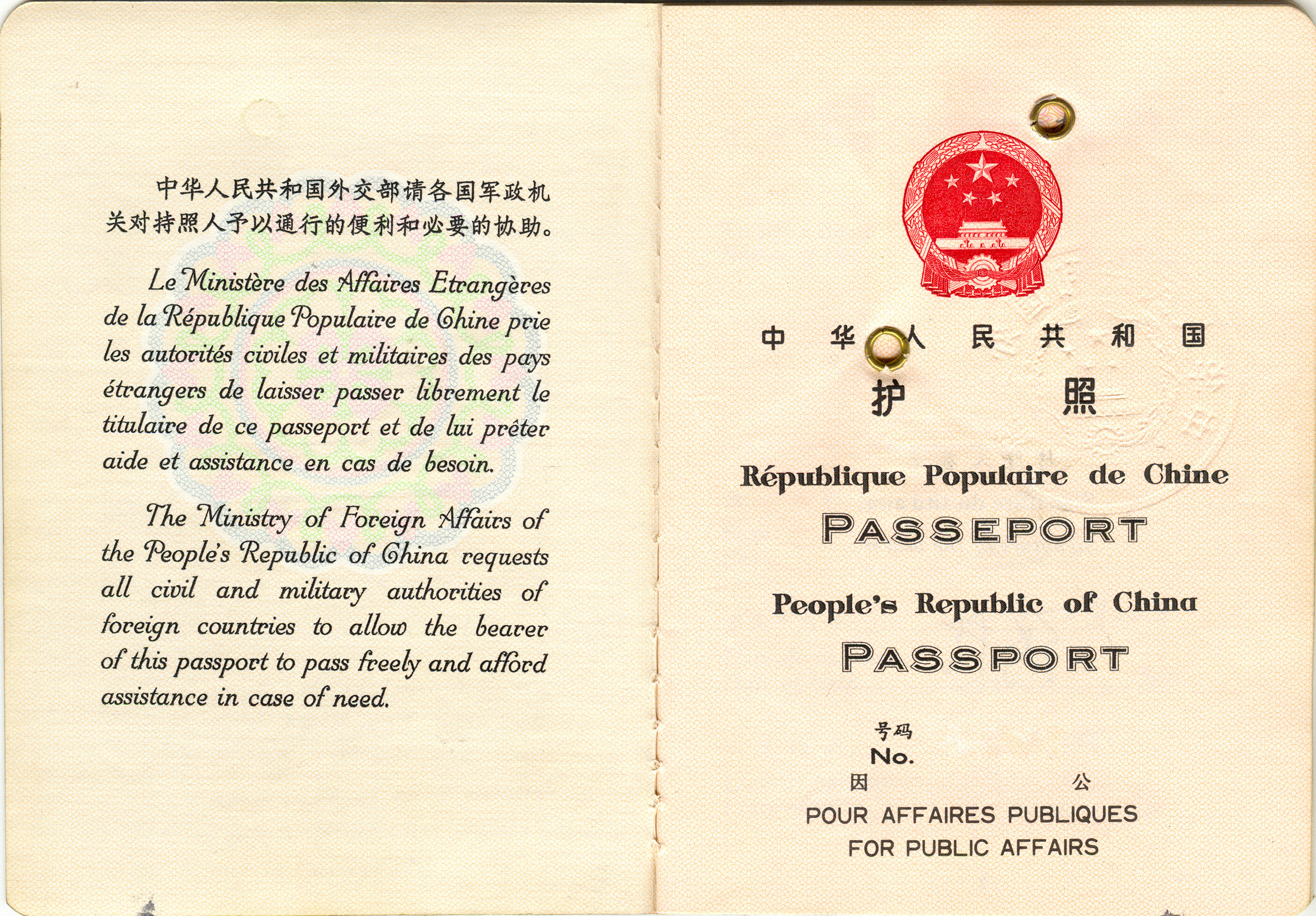
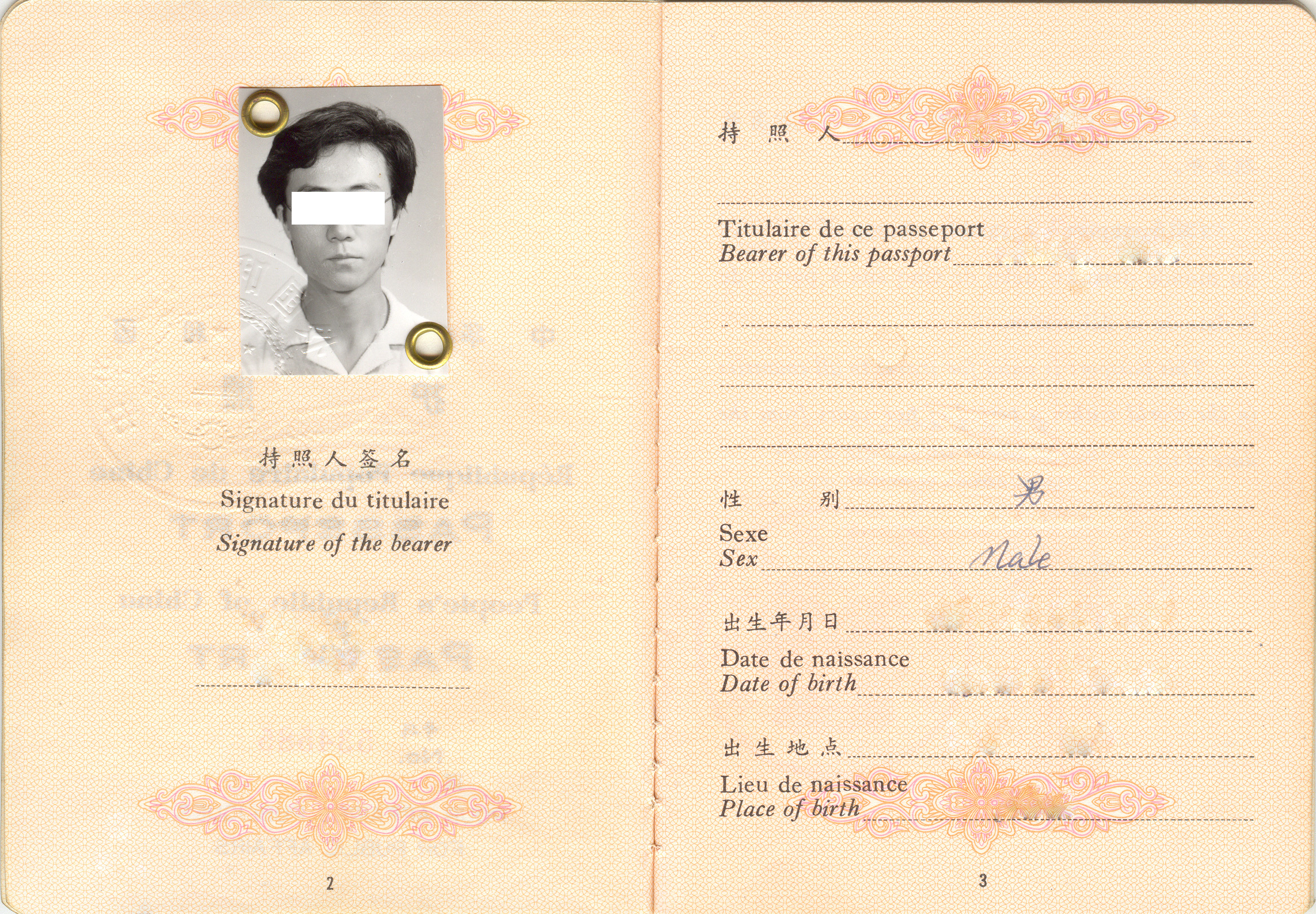
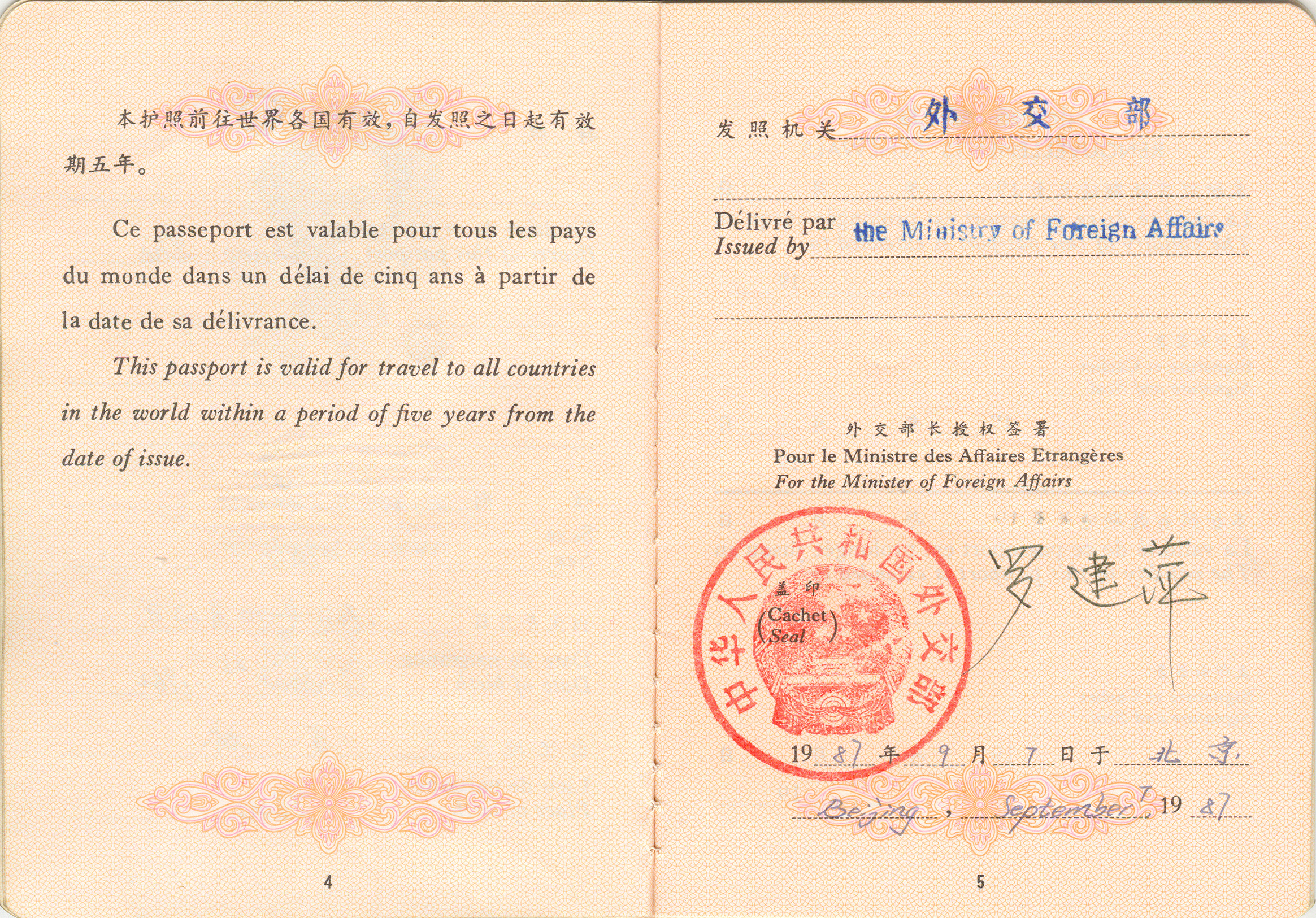
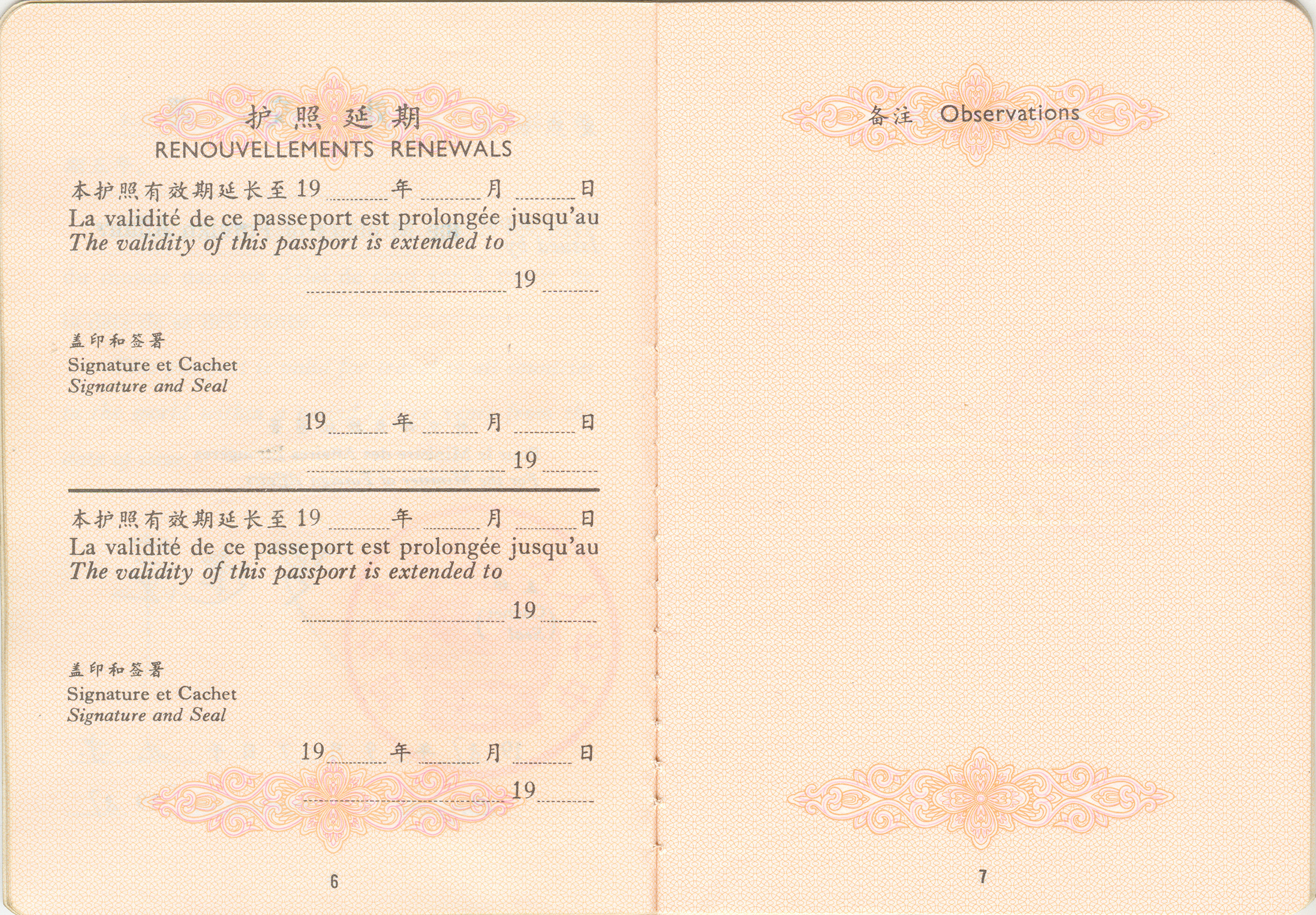
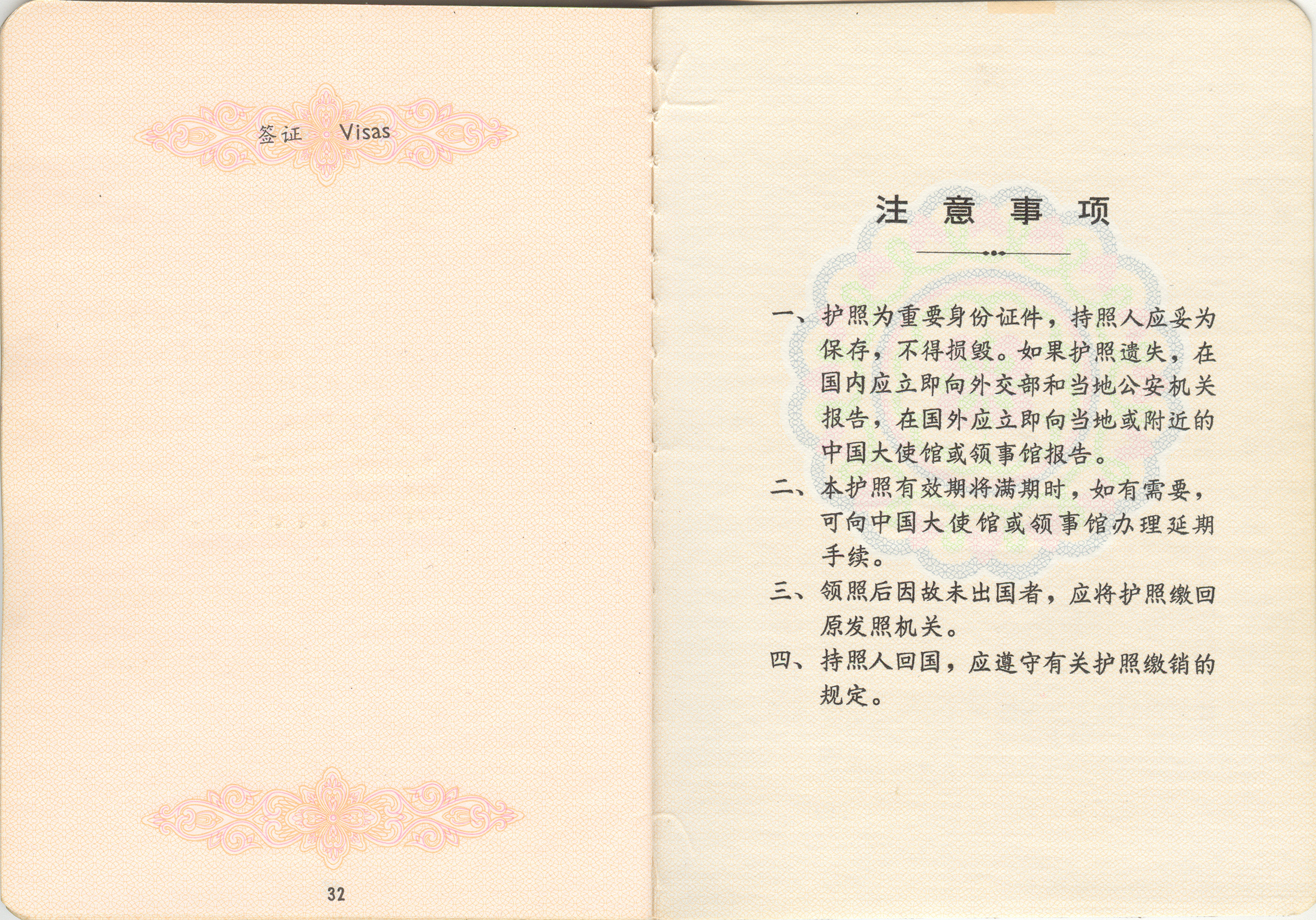
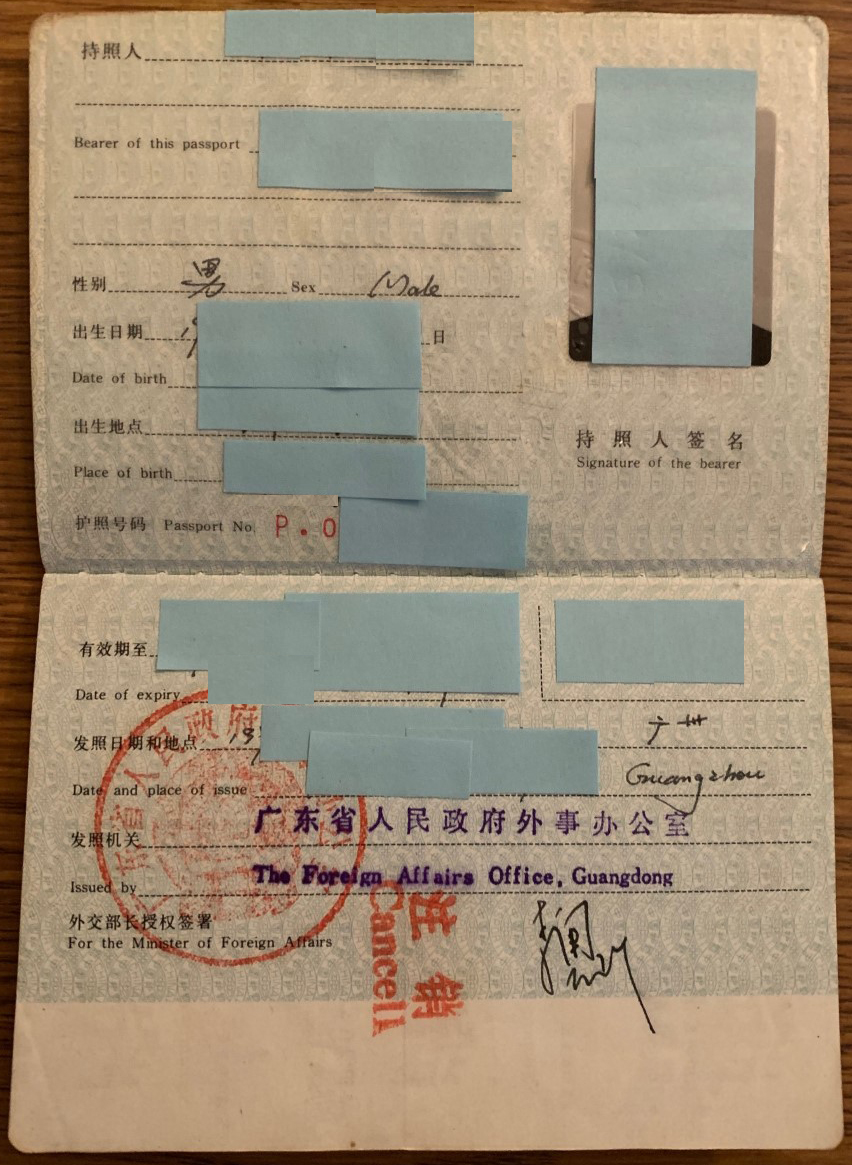
后期改进的82版因公護照

#### 92版因私普通護照
92版因私普通護照封面改用暗紅色，仍用金字。規格88×125毫米，護照內容均以中英文記載，共32頁，效期一般五年，延期效期每次也是五年。封皮正上方是國徽，正下方是「中華人民共和國」及「護照」字樣，和英文「People's Republic of China」及「PASSPORT」。封皮裡面，頂部印有「P」（類型）、「CHN」（國家碼）、護照號碼（14開頭，后接七位数字），其下記載姓名、性別、身份、婚姻狀況、出生日期、出生地點、有效期、身份证号码，左邊供粘貼照片并加盖骑缝章，底部則是符合国际民航组织標準的可機讀代碼。次頁記載關照語，簽發日期及簽發地點，蓋有發照機關紅色圓形有國徽的印章。再次為偕行兒童（最多兩名）頁、以及兩張延期頁。後封皮裡面是注意事項與簽名頁。该版护照于1992年8月15日启用。像片底部骑缝处有红花绿叶的防伪标志为本版护照特征。

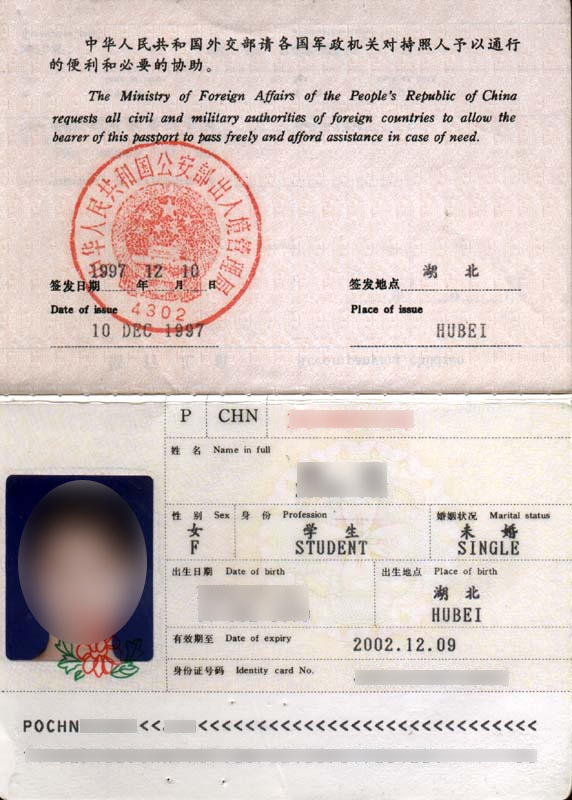

#### 97-1版因私普通護照
97-1版因私普通護照封面顏色、字樣、語文、規格、頁數、效期等仍與92版護照相同，但取消「身份」「婚姻狀況」兩項，並將相片掃描後直接打印在護照上。相片要求也初次規定，只能用白色或淡藍色底，其他顏色均不接受。但广东省签发的护照统一和港澳通行证一样的淡蓝色底相。該版護照於2000年4月29日首先在上海、江蘇，隨後在北京開始簽發。97-1版因私普通護照由一英文字母开头，后接八位数字。照片底部骑缝处含有“CHN”的水印， 作为主要的防伪措施。

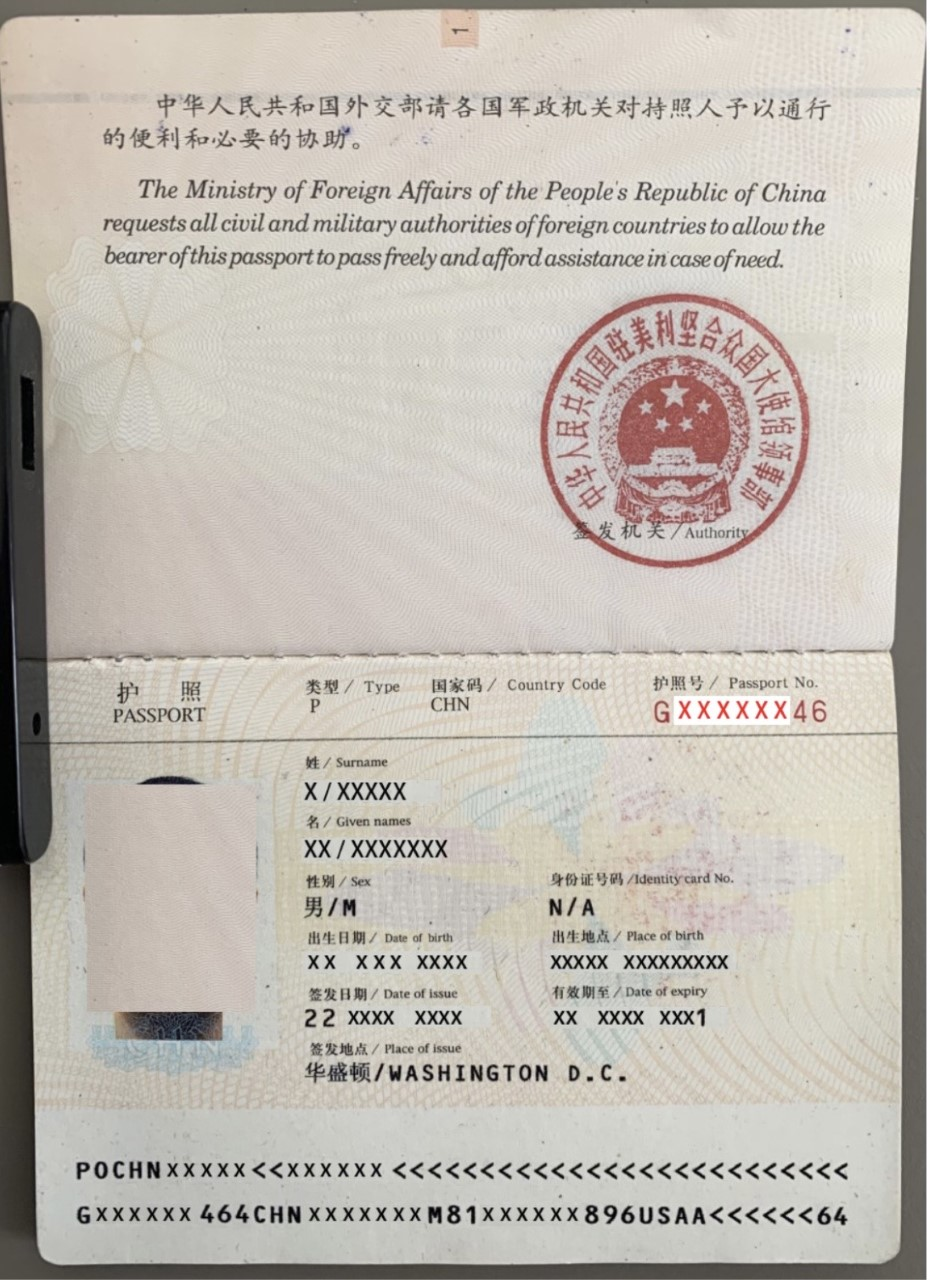

#### 97-2版普通護照
97-2版普通護照於2007年1月1日《护照法》生效后开始投入使用，最初仍為32頁，隨後於2007年4月1日停止發放32頁護照，改發48頁護照。该版护照取消了“身份证号码”项目。97-2版普通護照效期延長，16歲以下持有人為5年，16歲以上持有人則為10年，但護照不能延期，在到期時需要換發新照。由於中華人民共和國護照不是一人一號的制度，所以，爲了與舊護照有關聯性，可以向當地公安機關申請加注，费用为20元/注。97-2版普通护照已经停止发行。
因俄罗斯不承认中华人民共和国出入境通行证为有效旅行证件，因此中国公民在参加中俄边境旅游线路的边境旅行团时，中俄边境部分地区仍保留签发97-2版样式护照作为跟随旅游团队一次出入境有效的边境旅游护照，签发给参与当地边境团队旅游的中国公民使用。

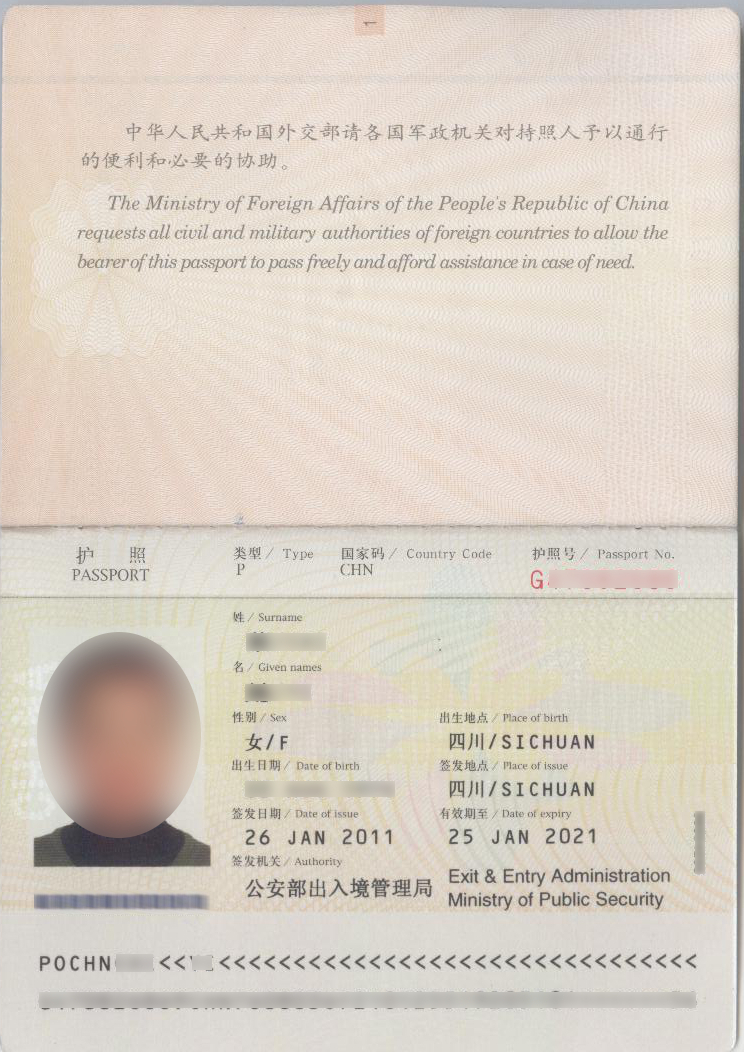
97-2版普通护照
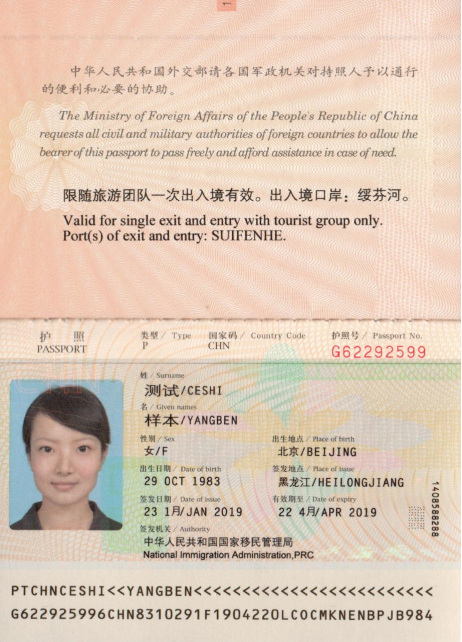
边境旅游护照

#### 第一版电子護照
2011年7月1日正式启用中华人民共和国公务电子护照。
2012年3月15日起山東省率先试点簽發电子普通护照。同年5月15日在全国范围内正式启用中华人民共和国电子普通护照。电子护照封面底部有印有标志，封底内部藏有存储个人信息的电子芯片。
2013年12月12日，中華人民共和國駐法蘭西共和國大使館开始為海外中國公民受理并簽發首本帶指紋的電子護照，中國駐法國大使館也因此成为成為中国第一個具備簽發電子護照能力的駐外使領館，同時法國巴黎制證中心正式啟用。2016年4月，中国驻外使领馆已全面签发电子护照。
2019年3月4日，对于内地公安机关签发的电子普通护照，签发机关的名称由“公安部出入境管理局”更改为“中华人民共和国国家移民管理局”。2019年6月1日，现行出入境证件的签发机关的名称全部完成更改。

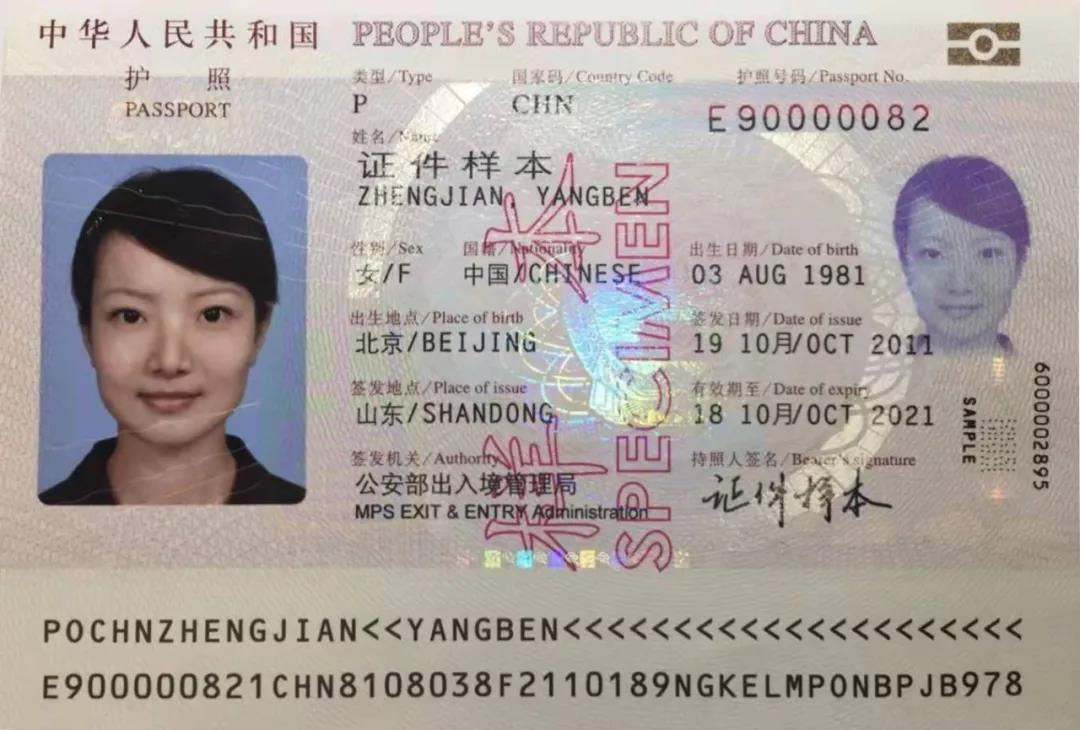
电子普通护照信息页（2012版）
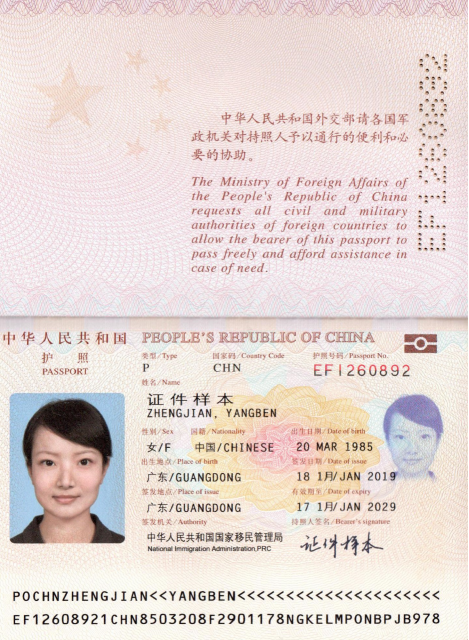
电子普通护照信息页和声明页（2019版）

#### 第二版电子护照
2021年11月15日正式启用2021版中华人民共和国外交电子护照。2021版外交电子护照的封面相比於舊版外交電子護照未有明顯更新變化，但存储个人信息的电子芯片改為置於個人信息頁中，個人信息頁的排版佈局也有較大的改變。
2023年7月1日正式启用2023版中华人民共和国公务电子护照和公务电子普通护照。
2024年6月17日，国家移民管理局宣布开放新版普通护照图案创意设计的采购项目。同年9月10日，新版普通护照图案创意设计服务采购项目成交。

#### 封面图片

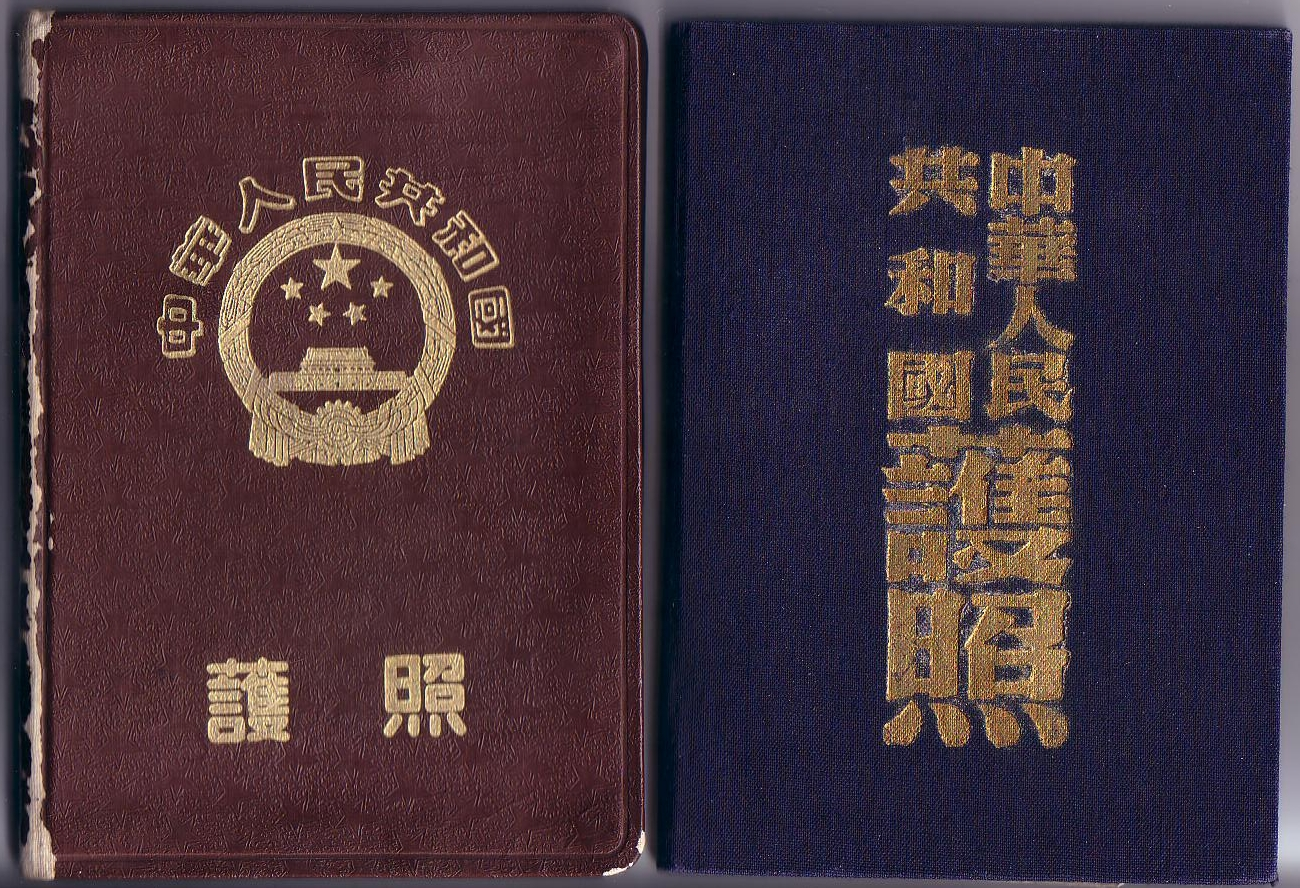
55版（左）和51版（右）护照
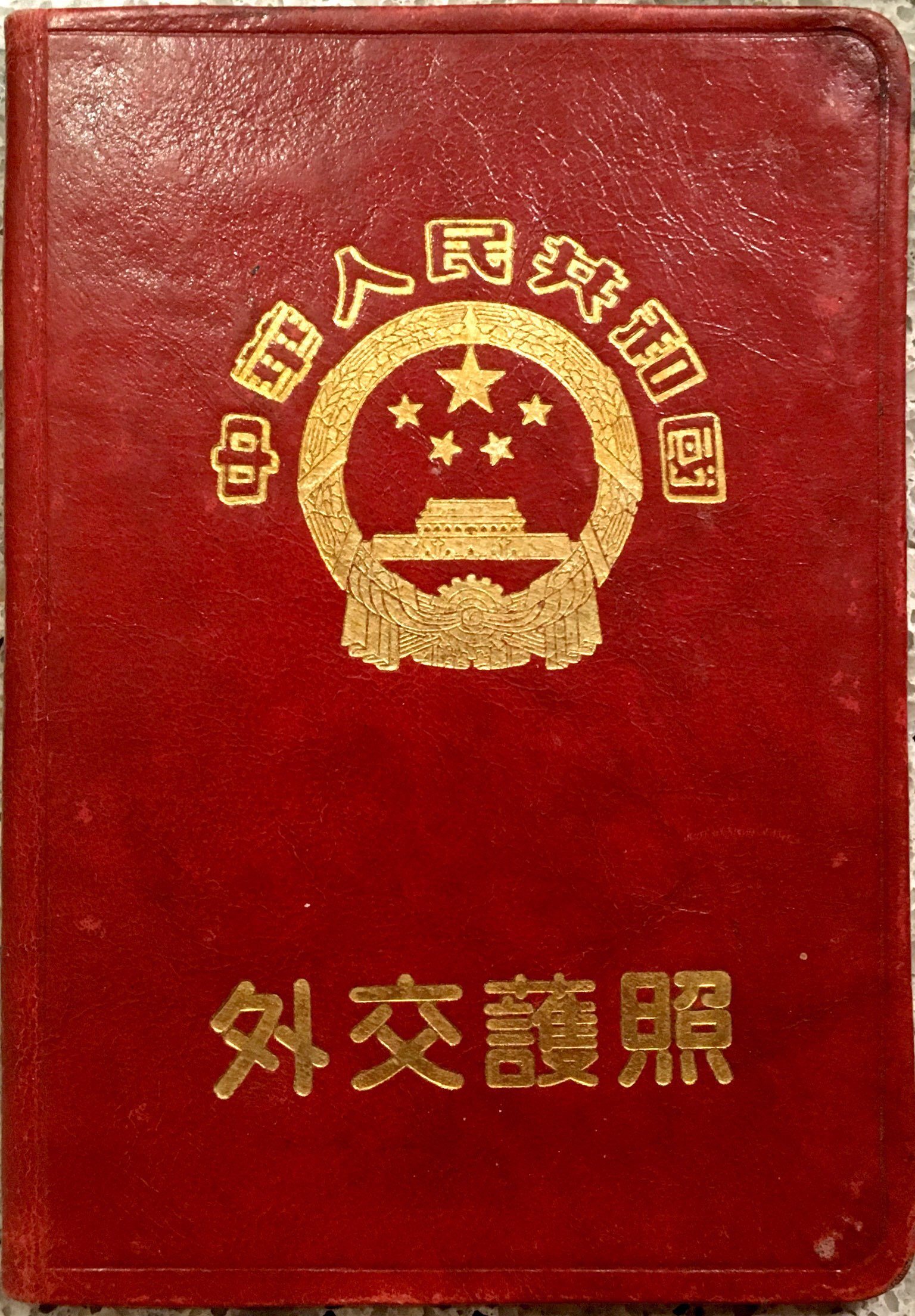
55版外交護照
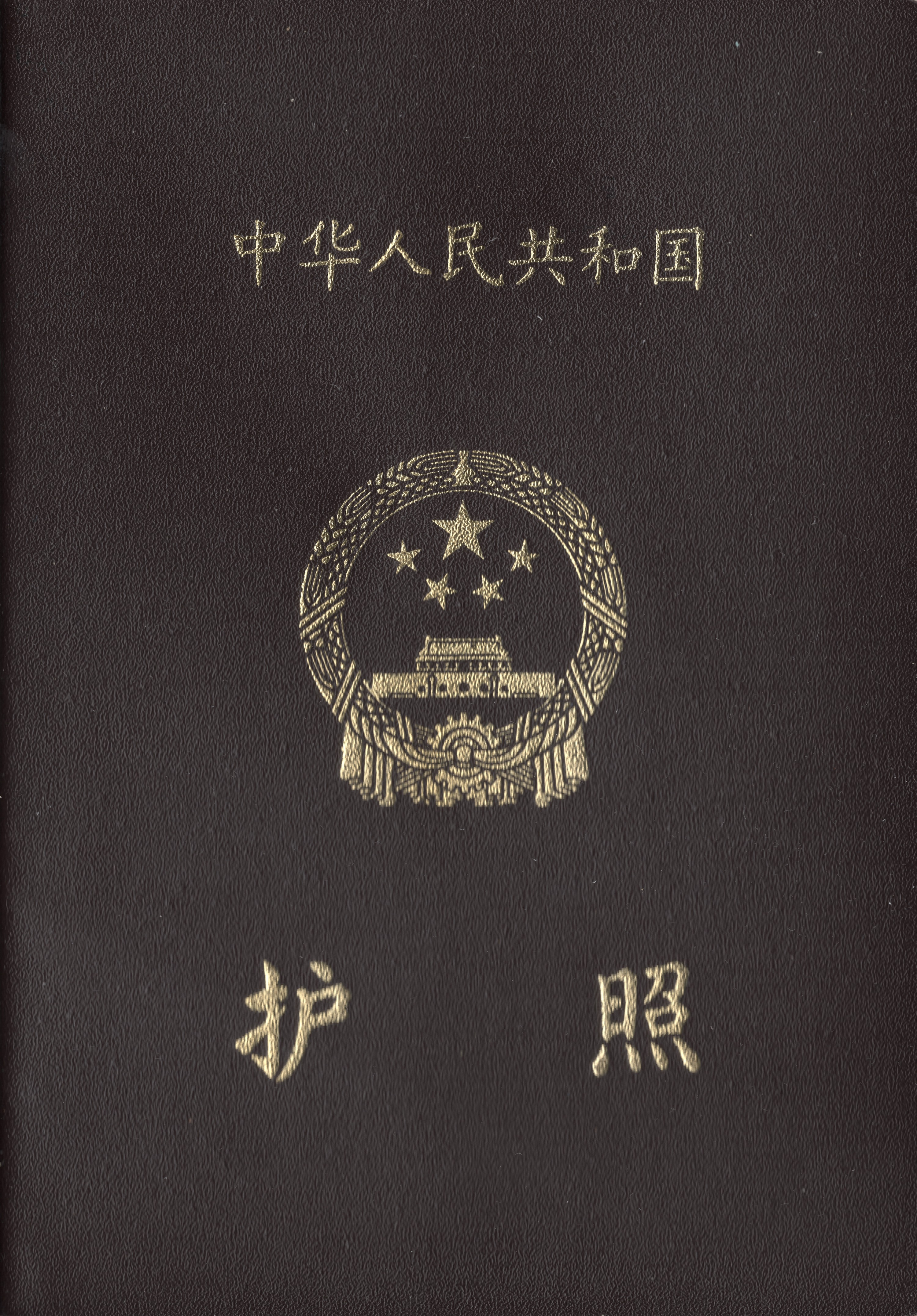
82版護照
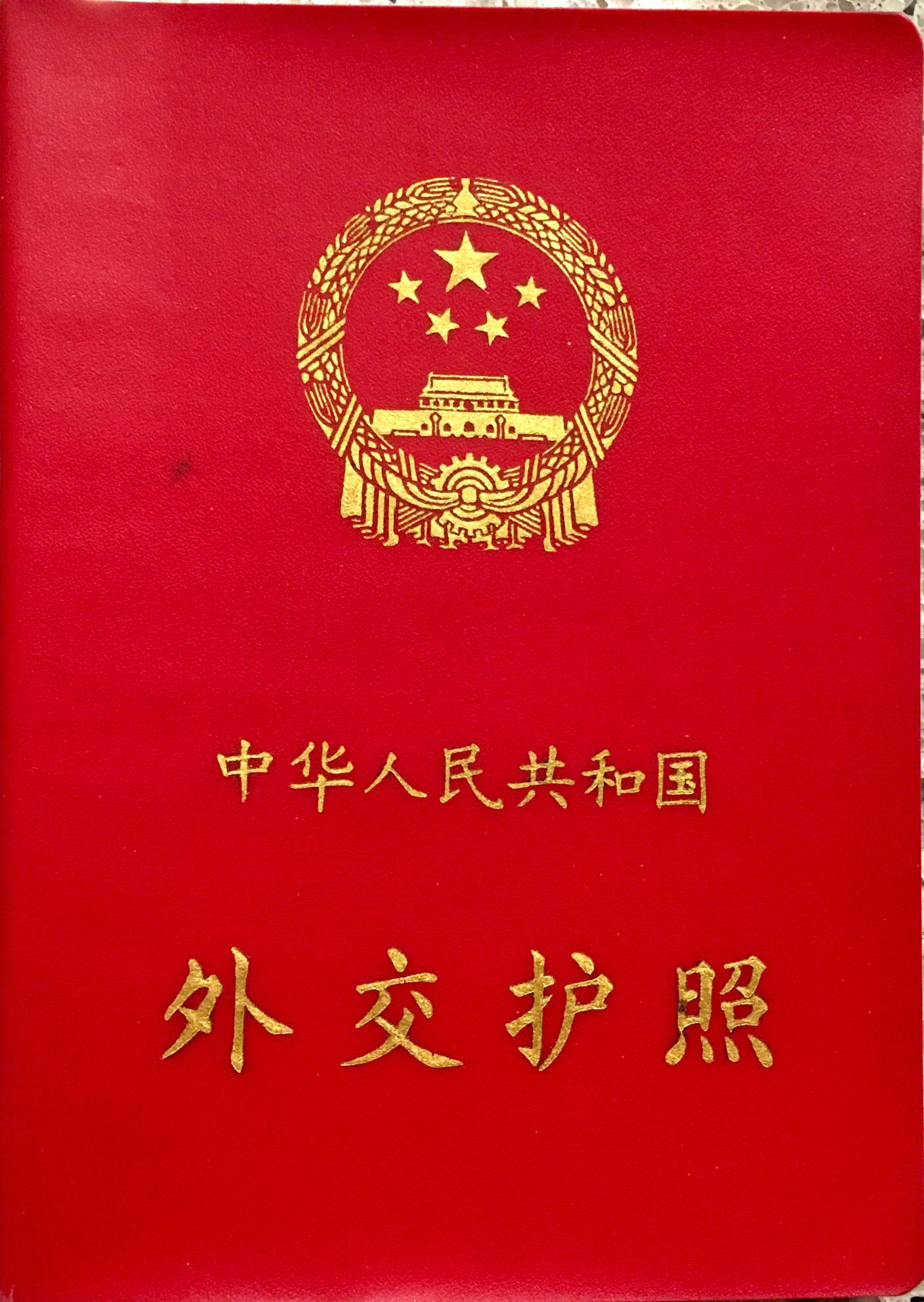
82版外交護照
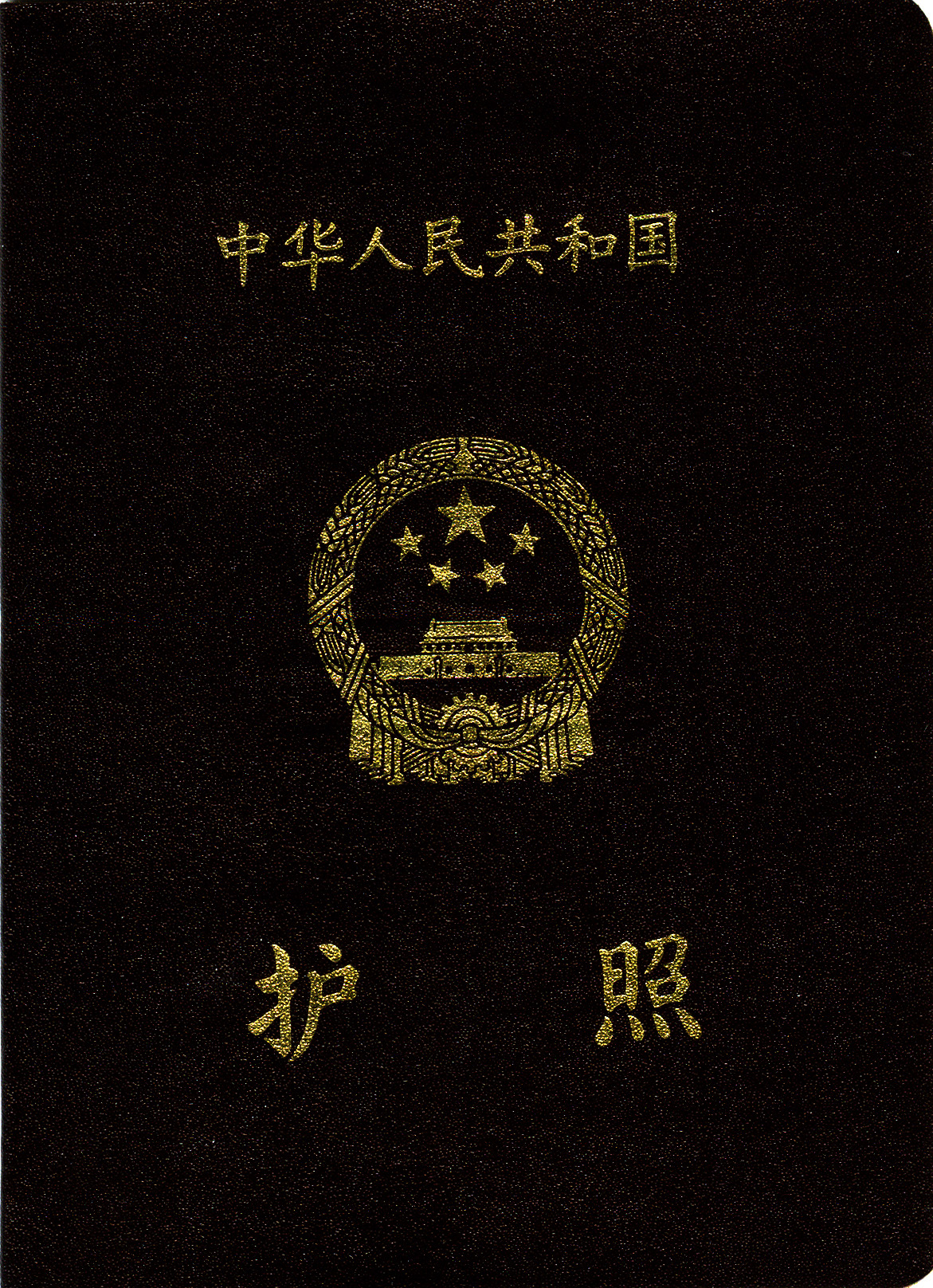
1987年签发的82版因公護照
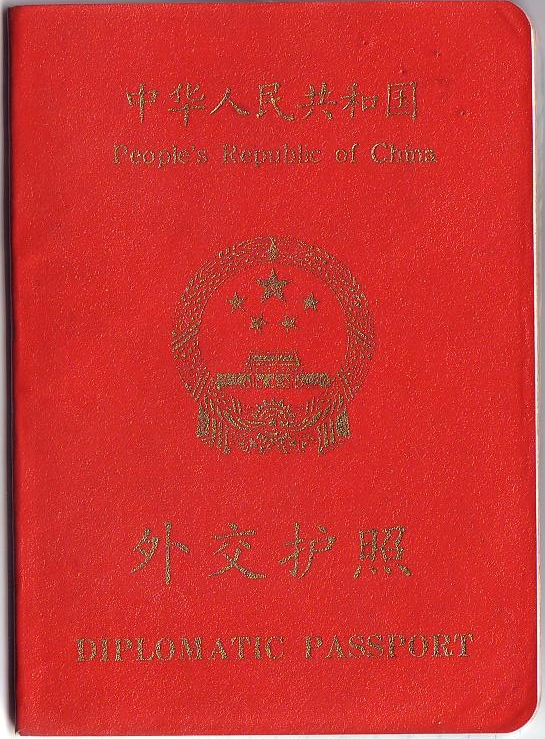
1992年签发的外交護照
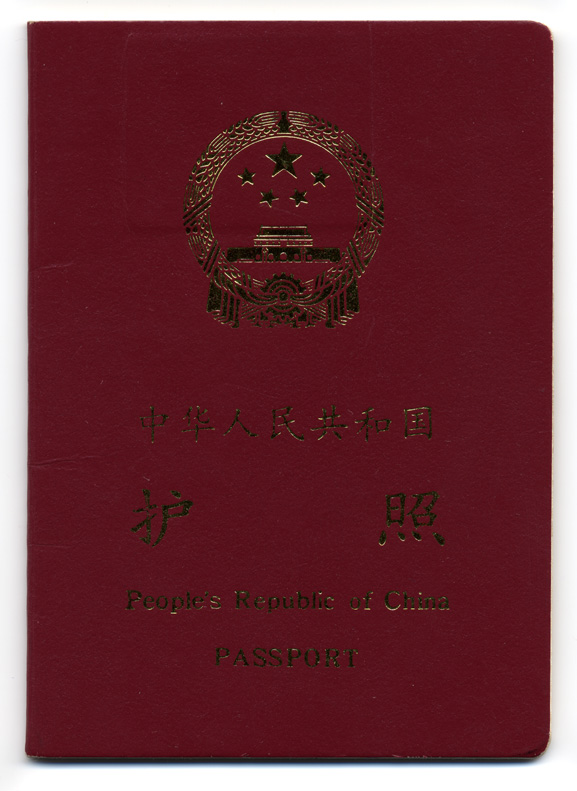
92版因私普通护照
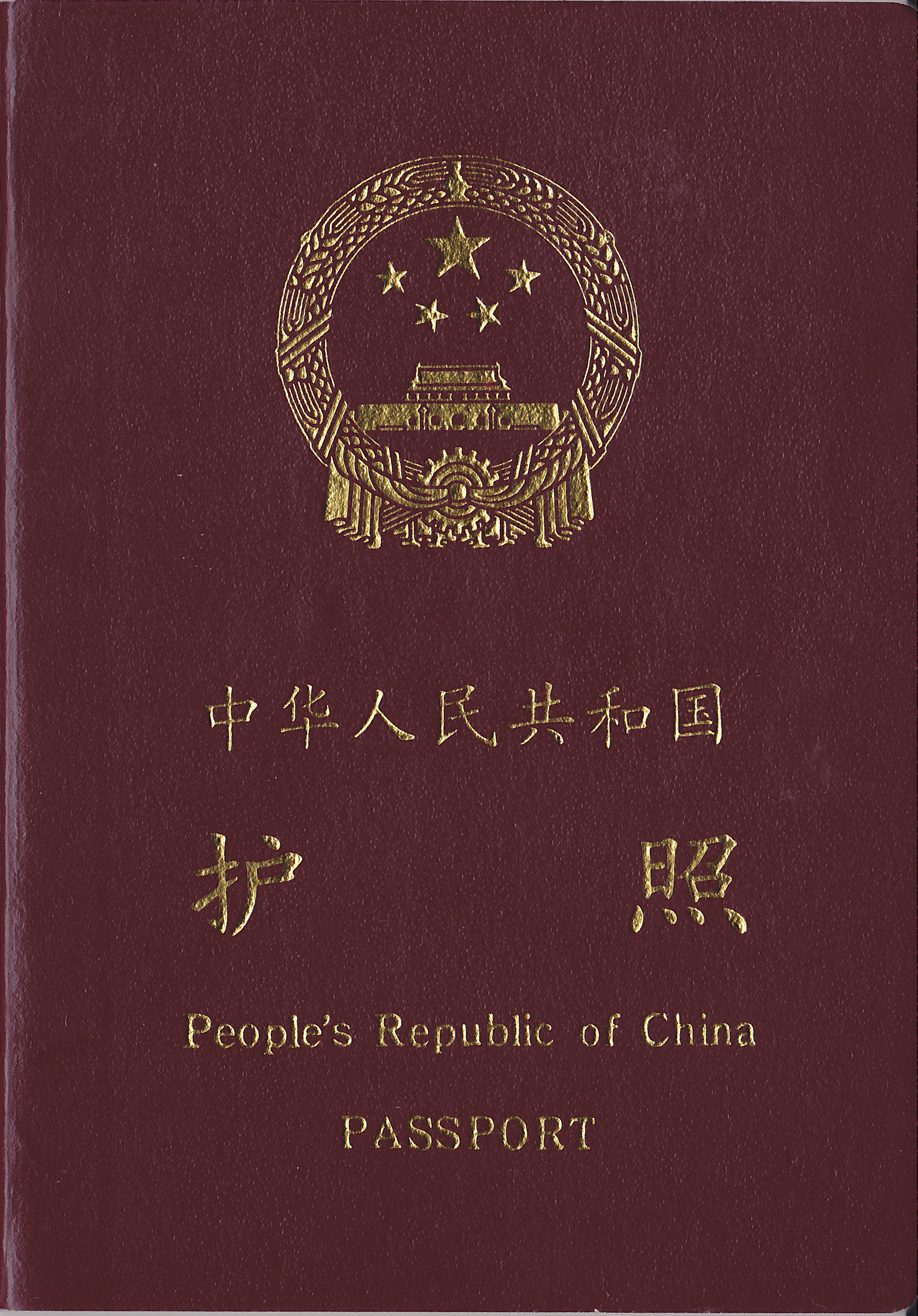
97版普通护照
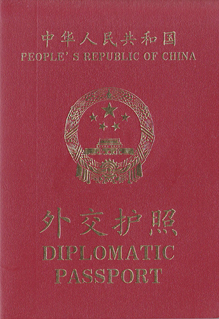
97版外交护照
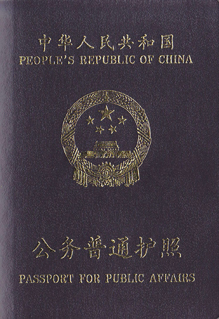
97版公务普通护照
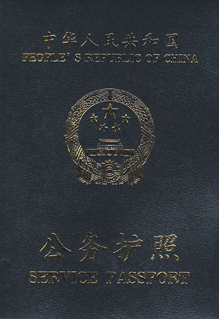
97版公务护照
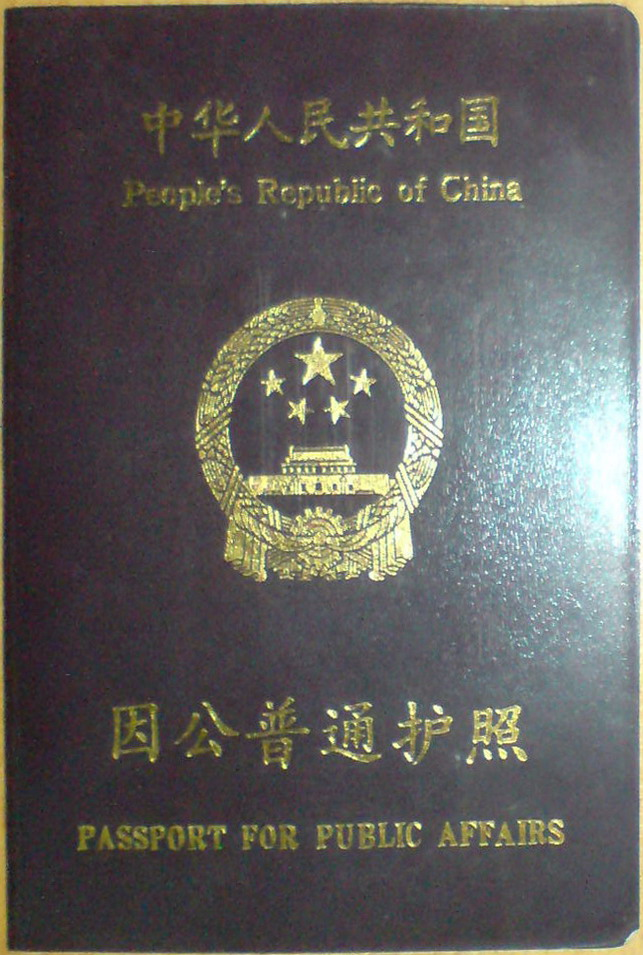
2007年元旦起停止签发的因公普通護照
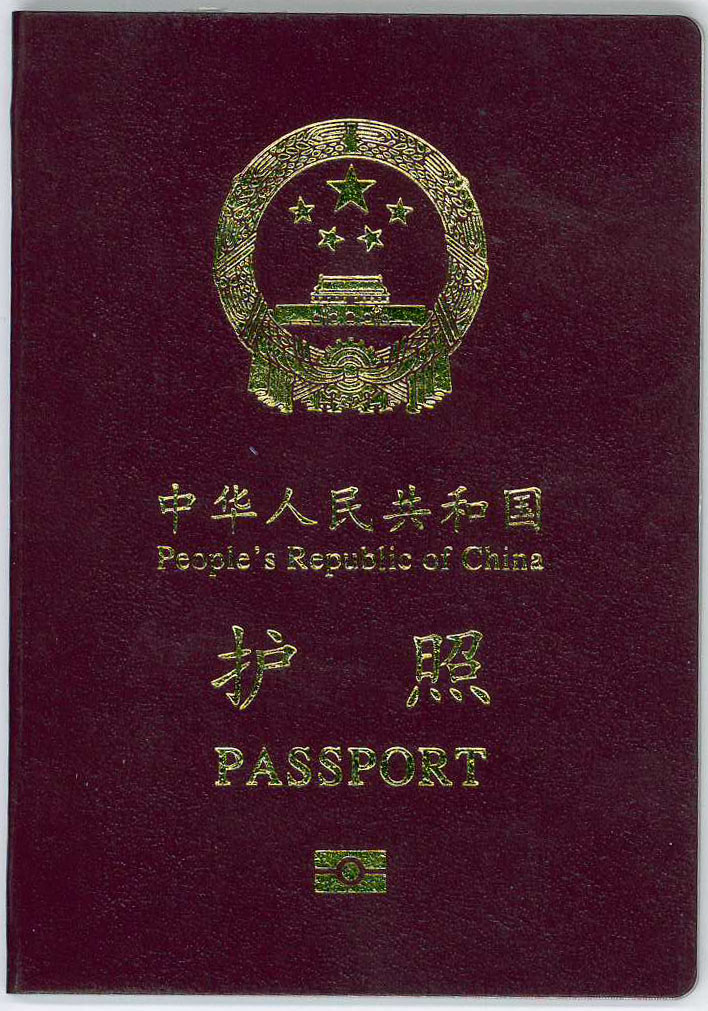
普通护照（电子护照）
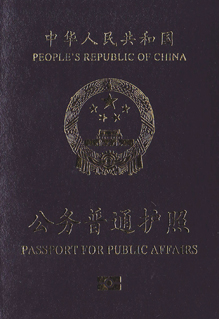
2011版公务普通电子护照
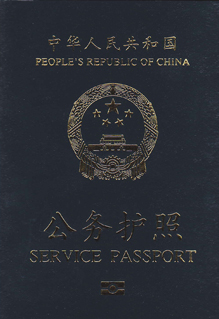
2011版公务电子护照
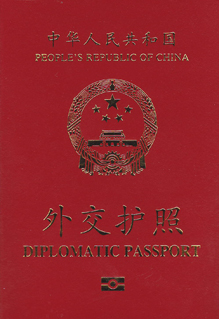
2011版外交电子护照
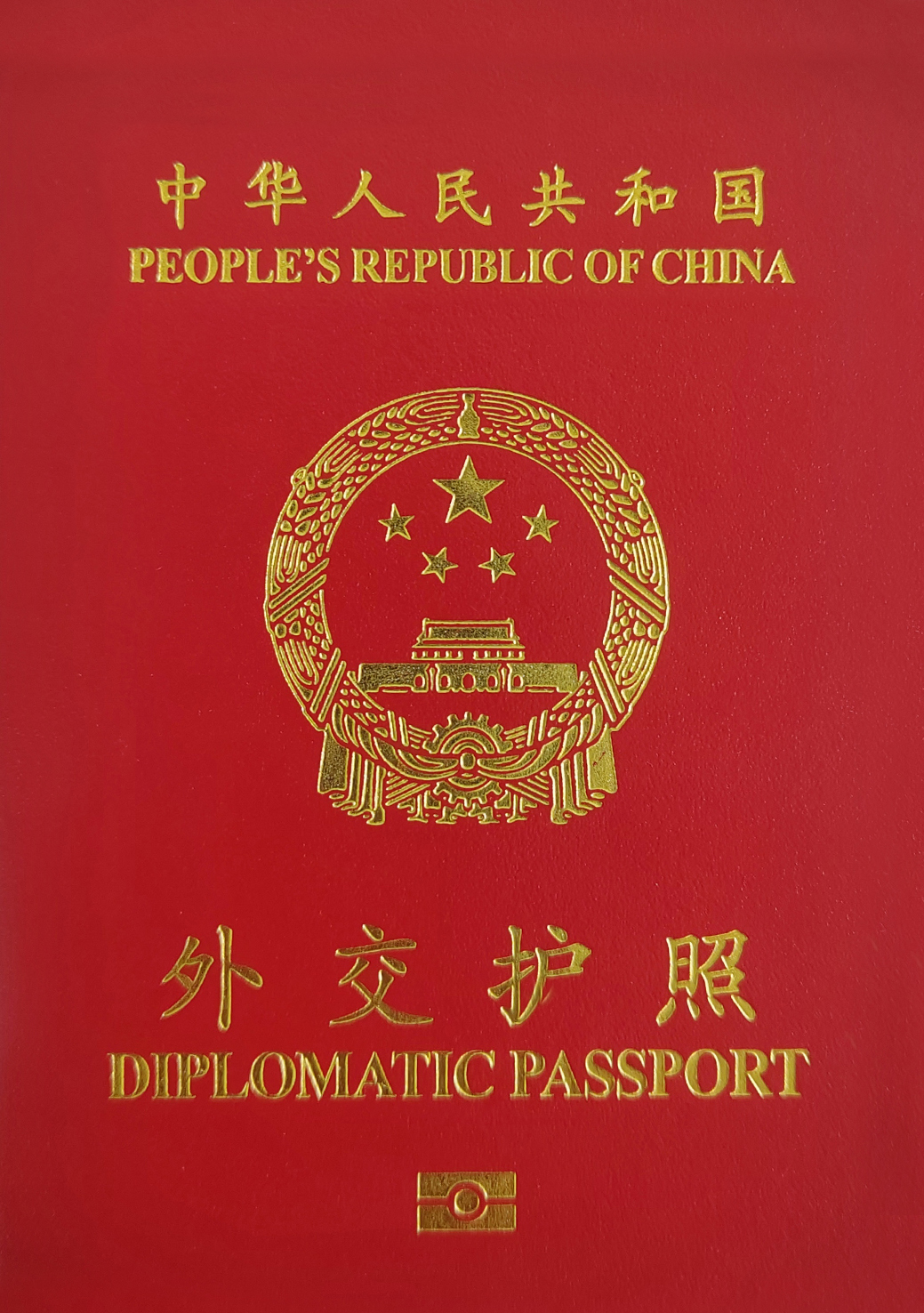
2021版外交电子护照
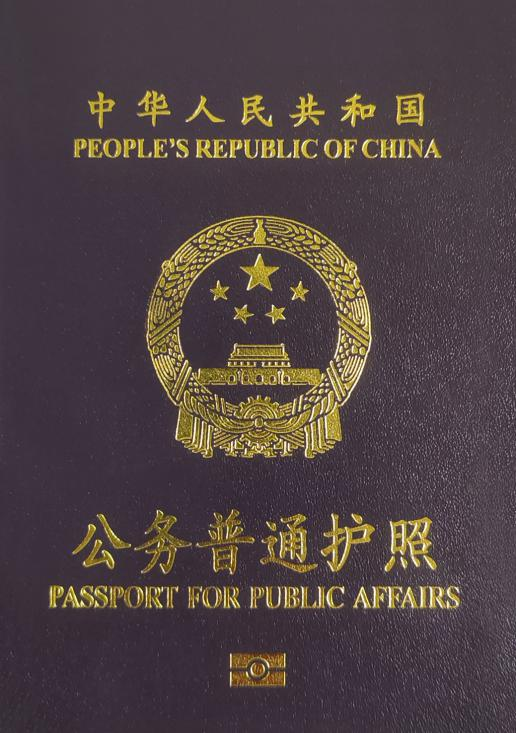
2023版公务普通电子护照
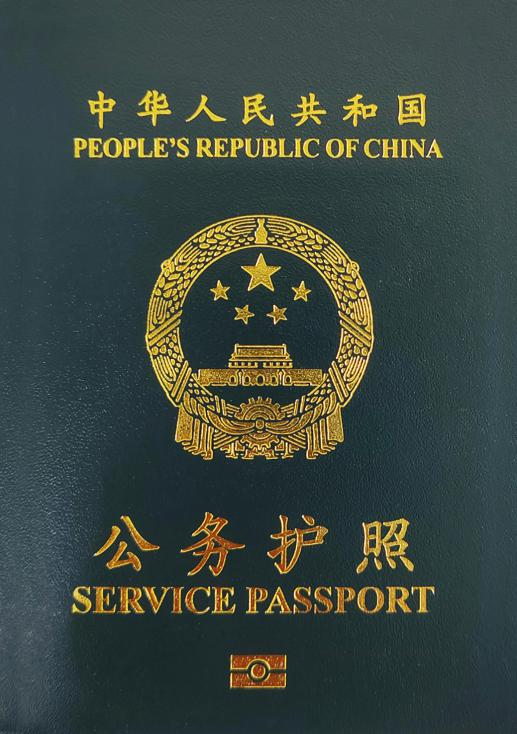
2023版公务电子护照

## 種類
2007年1月1日生效的《护照法》将中国大陆签发的护照分为三个种类，可分为因私和因公两大类。因私护照即为普通护照，因公护照包括外交护照、公务护照和公务普通护照。

### 外交護照

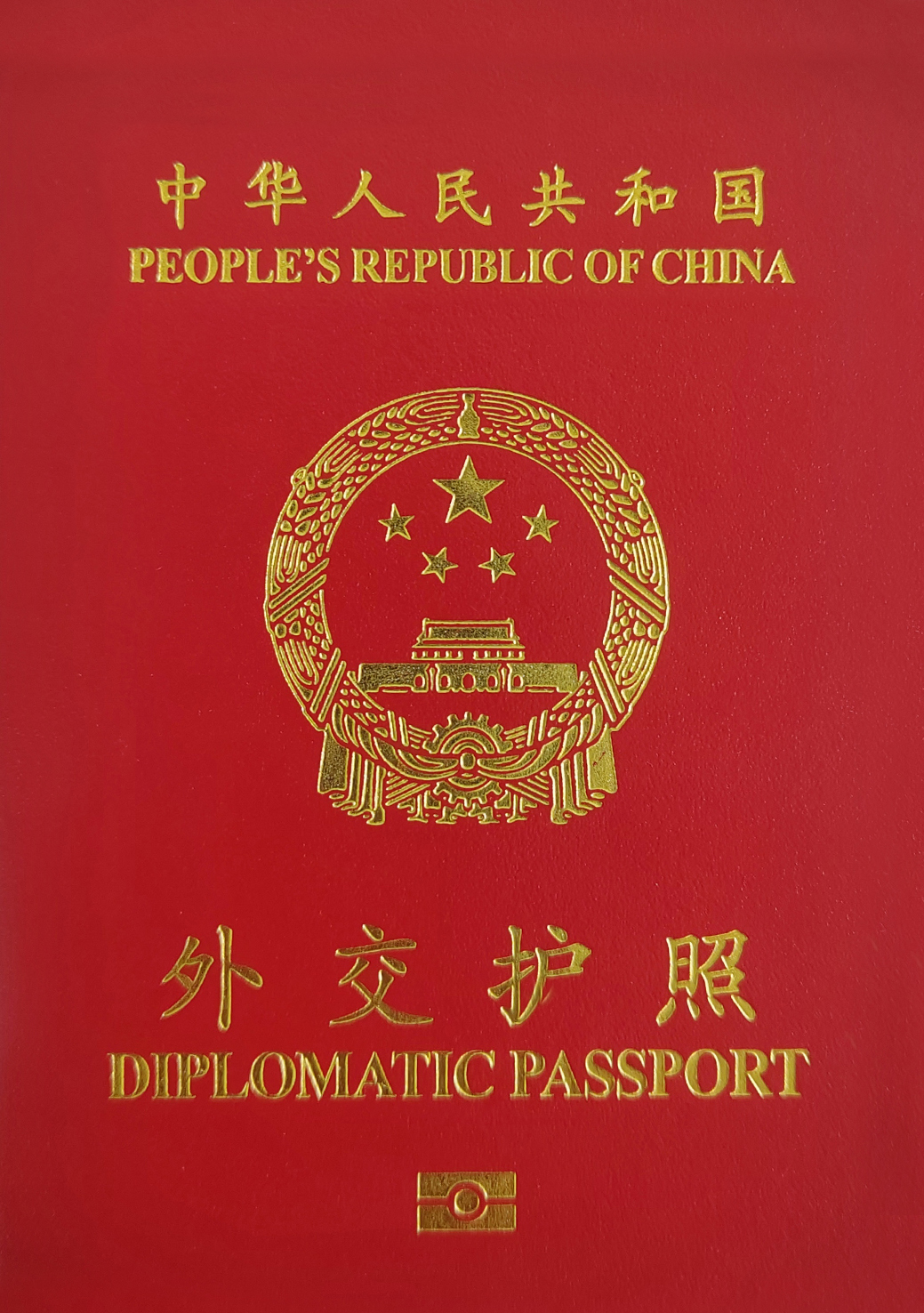
外交护照

中華人民共和國外交護照（英語：Diplomatic Passport）由中華人民共和國外交部負責簽發给中国党、政、军 副省、部级（含）以上公务员，全国人大、全国政协和各民主党派的主要领导人、外交官员、领事官员及其随行配偶、未成年子女和外交信使等。外交護照的封皮是紅色，有效期为5年，有32頁及96頁兩種版本，後者供外交信使使用。持有此类护照者在国外通常享有外交豁免权和外交礼遇。

### 公务护照

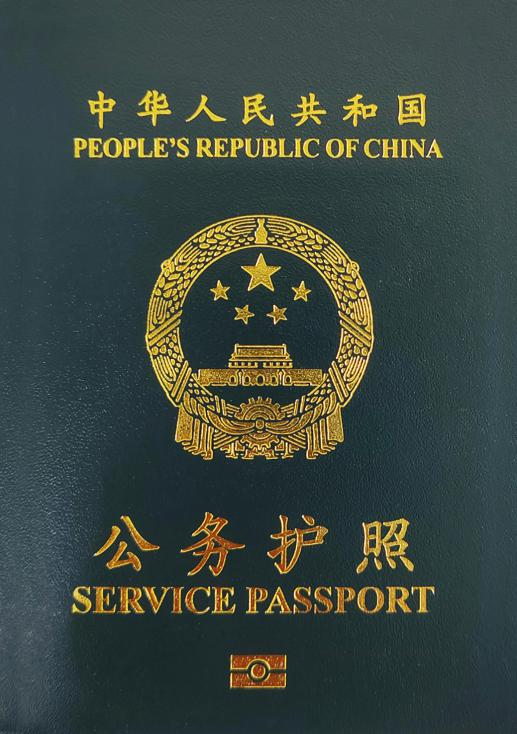
公务护照

中華人民共和國公務護照（英語：Service Passport）由中華人民共和國外交部、中华人民共和国驻外使、领馆或者外交部委托的其他驻外机构以及外交部委托的省、自治区、直辖市和设区的市人民政府外事部门颁发给中国各级政府部门副县、处级（含）以上公务员、中国派驻国外的外交代表机关、领事机关和驻联合国组织系统及其专门机构的工作人员及其随行配偶、未成年子女等。部分中国籍航空公司的机组和空乘人员在执行国际航线时也持用公务或公务普通护照。公務護照俗称“大公务护照”，封皮为墨綠色，有效期为5年。

### 公务普通护照

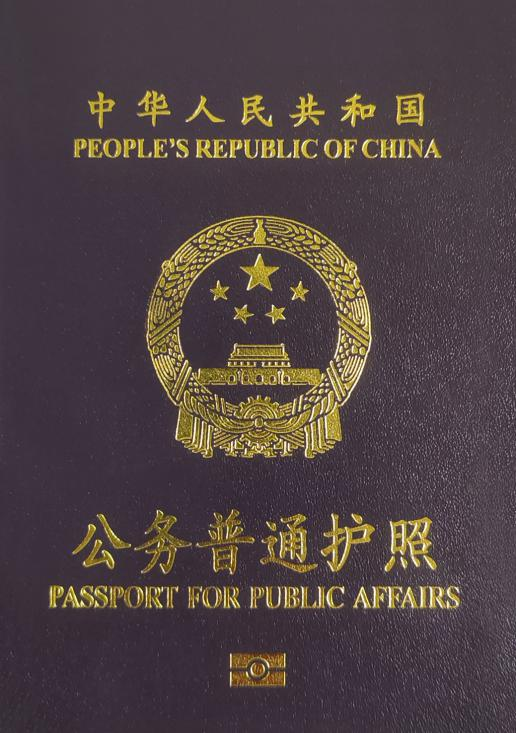
公务普通护照

中華人民共和國公務普通護照（英語：Passport for Public Affairs），前身为“因公普通护照”，为公务护照的一个变种，由中華人民共和國外交部、中华人民共和国驻外使、领馆或者外交部委托的其他驻外机构以及外交部委托的省、自治区、直辖市和设区的市人民政府外事部门颁发给中国各级政府部门副处级以下公务员和国有企事业单位因公出国人员等。公務普通護照俗称“小公务护照”，封皮为深棕色，有效期为5年。

### 普通护照

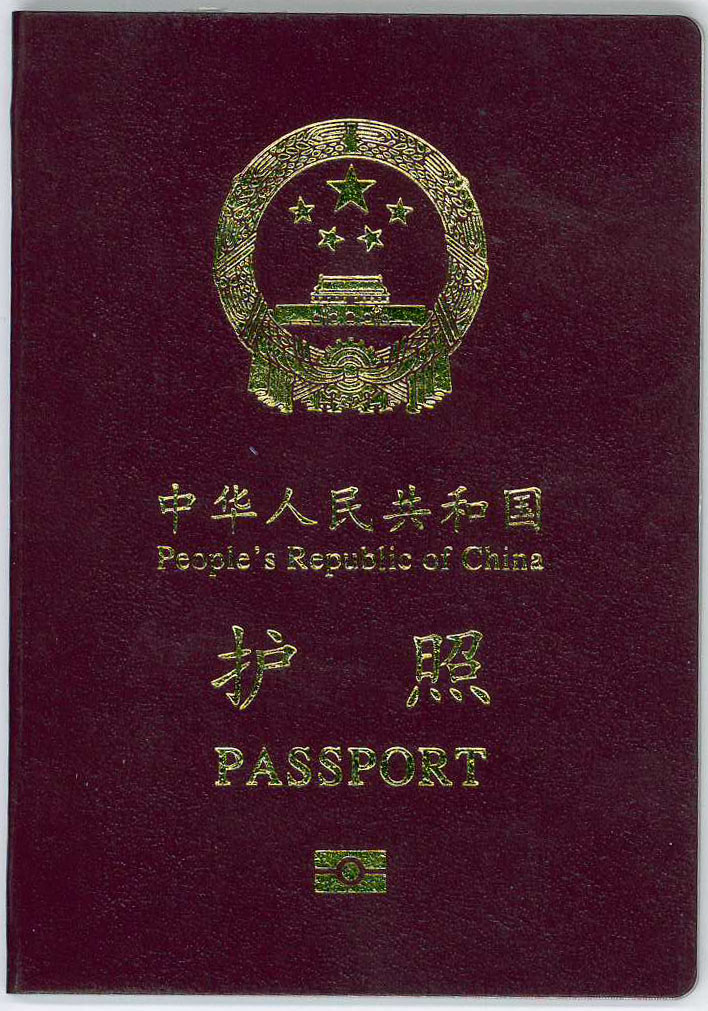
普通护照

中華人民共和國普通護照（英語：Ordinary Passport，一般通稱护照（Passport）），前身为“因私普通护照”，由國家移民管理局委托的公安机关出入境管理机构，以及中国驻外使领馆和外交部驻港、澳公署颁发给前往国外定居、探亲、学习、就业、旅行、从事商务活动等非公务原因出国的中国公民。普通護照的封皮是暗红色，有效期为10年（16岁及以上）或5年（16岁以下），内有48页。

#### 边境旅游护照

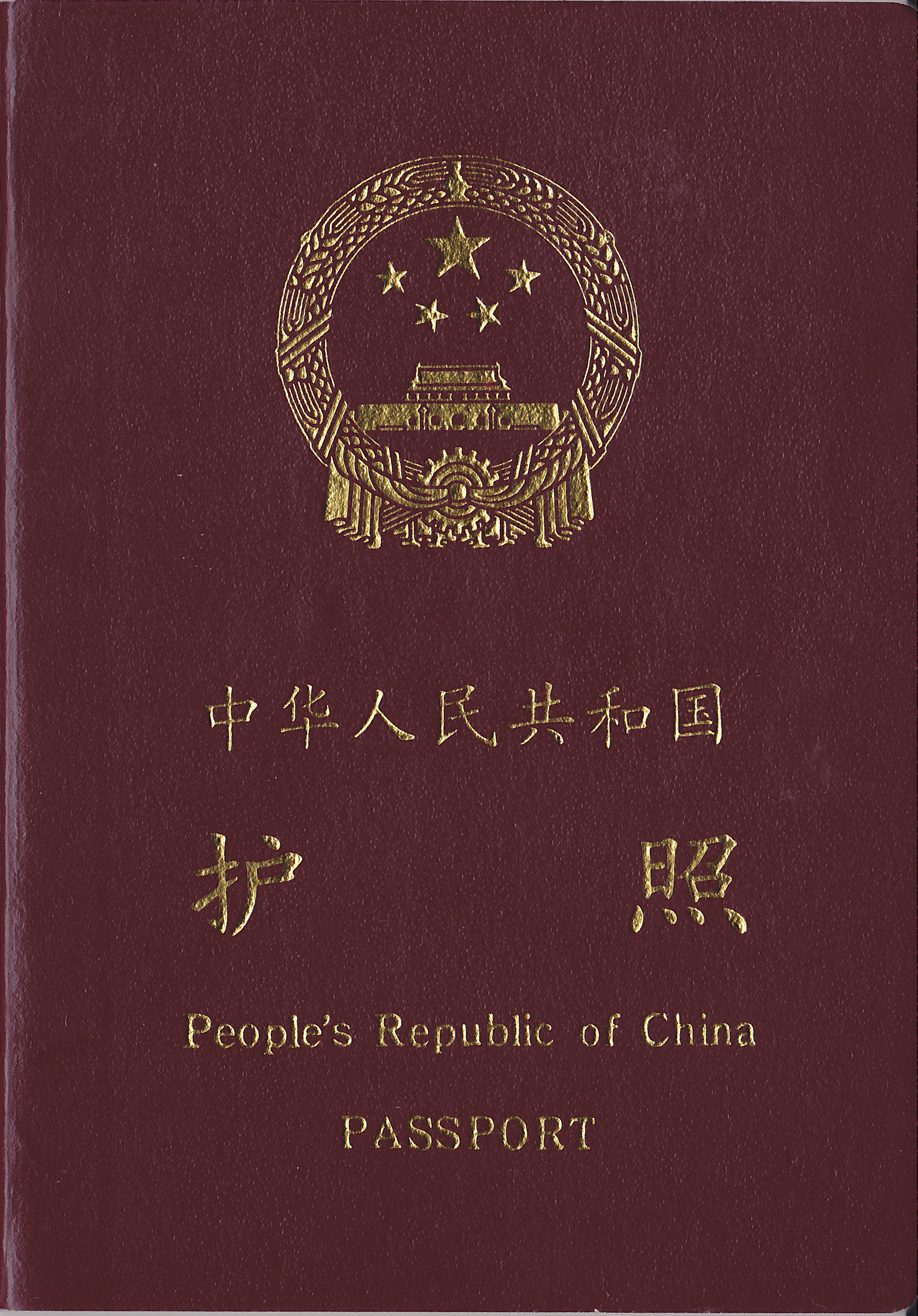
边境旅游护照（97版护照）

边境旅游护照是普通护照的一种，由中華人民共和國國家移民管理局或其委托的边境地区公安机关出入境管理机构签发给参加经国务院或者国务院主管部门批准的中俄边境旅游线路进行边境旅行的中国公民，但一般不签发给持有有效护照以及户籍地为非按需申领护照地区人士。边境旅游护照是注有限制性文字的97-2版护照（封皮为暗红色的非电子普通护照，惟机读码首两位为PT与旅行证一致），内有48页，有效期为3个月，仅一次出入境有效，且需从限定口岸以团队形式出入境。中国在和其他国家的边境地区向符合条件的人员签发中华人民共和国出入境通行证，但俄罗斯政府不承认此证件，故在中俄边境签发边境旅游护照作为代替。

## 内页

### 个人资料页

#### 普通护照
在護照的資料頁中，左側為護照持有者的照片，資料頁下方為含有可機讀識別碼的護照機讀區。護照主要資料有一層防偽膜，防偽膜中有中国“CHN”，中华人民共和国国徽，世界地图和飞机，客轮，列车和轿车的激光防伪圖案。除此以外，普通護照還包含以下資料內容：
- 類型／：印在个人资料页顶部的类型代码为P（普通护照、外交护照、公务护照以及公务普通护照均为此代码）。
- 國家碼／：CHN（中國的ISO 3166-1代碼）
- 護照號／：一共9位，包括首字母和数字。护照换發后将得到一个新的护照号，可在第二页加注取代前号码，这与身份证换發后仍然保持同一身份证号码的政策不同。
- 姓名／：分两行记载，上方为中文，下方为英文。中英文栏目均为先姓后名，中文的姓名之间不做分隔，少数民族仅写中文名，不用其对应的少数民族语文，中文名中的间隔符以中间点「•」表示[31]；英文的姓和名以半角逗号分隔。如无特殊情况，均使用中文姓名对应的汉语拼音做英文名，其中「ü」转写为「yu」，如「呂」作「Lyu」，对于少数民族，其英文名是其中文名的汉语拼音，而非从其少数民族姓名直接罗马化[32]，在海外出生的中国公民可按当地出生证明记载姓名作英文名[33][34]）
- 性別／：男性標注為男／M ，女性標注為 女／F
- 国籍／：中国国籍为“中国/”
- 出生地點／：以省、自治区、直辖市為單位，附注漢語拼音，如廣東省出生則為「广东／GUANGDONG」；如在港澳地区出生，曾为「香港／HONG KONG」或「澳门／MACAU」，后变更标注为「中国香港／HONG KONG」或「／MACAU」；如在台湾地区出生，曾为「台湾／TAIWAN」[35]，后变更标注为「中国台湾／TAIWAN」[36]；如為海外出生則為出生國家的中文譯名，附註ISO 3166-1三位國家代碼，如馬來西亞出生則為「马来西亚／MYS」。
- 出生日期／：以“DD MMM YYYY”的形式記載（MMM表示英語月份前3字的縮寫）
- 簽發地點／：在中国内地境内签发的护照格式同“出生地点”；若护照签发于港澳地区，则为「香港／HONG KONG」或「／MACAU」；若护照签发于中国大陆及港澳境外，则為中國駐外機構所在州／省／市／都道府縣，如中华人民共和国驻新加坡共和国大使馆簽發地點為「新加坡 SINGAPORE」，中华人民共和国驻多伦多总领馆簽發地點為「多伦多 TORONTO」，且此处中英文地点分两行书写，字体也较小。
- 簽發日期／：記載格式同出生日期，但月份有中文（外交护照、公务护照以及公务普通护照則無）。
- 有效期至／：記載格式同出生日期，但月份有中文（外交护照、公务护照以及公务普通护照則無）。
- 簽發機關／：

| 类型                           | 签发机关                                                                                           | 备注           |
| ------------------------------ | -------------------------------------------------------------------------------------------------- | -------------- |
| 外交护照 公务护照 公务普通护照 | 外交部／                                                                                           |                |
| 普通护照                       | 公安部出入境管理局                                                                                 | 2019年3月4日前 |
| 普通护照                       | 中华人民共和国国家移民管理局                                                                       | 2019年3月4日后 |
| 普通护照                       | |                |
| 普通护照                       | 中国外交部驻澳门特区特派员公署                                                                     |                |
| 普通护照                       | 中国驻外外交领事机构。如驻新加坡大使館簽發為「中国驻新加坡大使馆」及英文「」，驻多伦多总领事馆簽發為「中国驻多伦多总领事馆」及英文「」。 |                |

- 持照人签名／（公务普通护照为）：持照者的手写中文签名，经扫描后被打印在护照信息页上，对于婴儿等无法签名的人员，则标注“无签名／NO SIGNATURE”。公务普通护照的持照人签名被打印在照片下方。

#### 外交、公务与公务普通护照

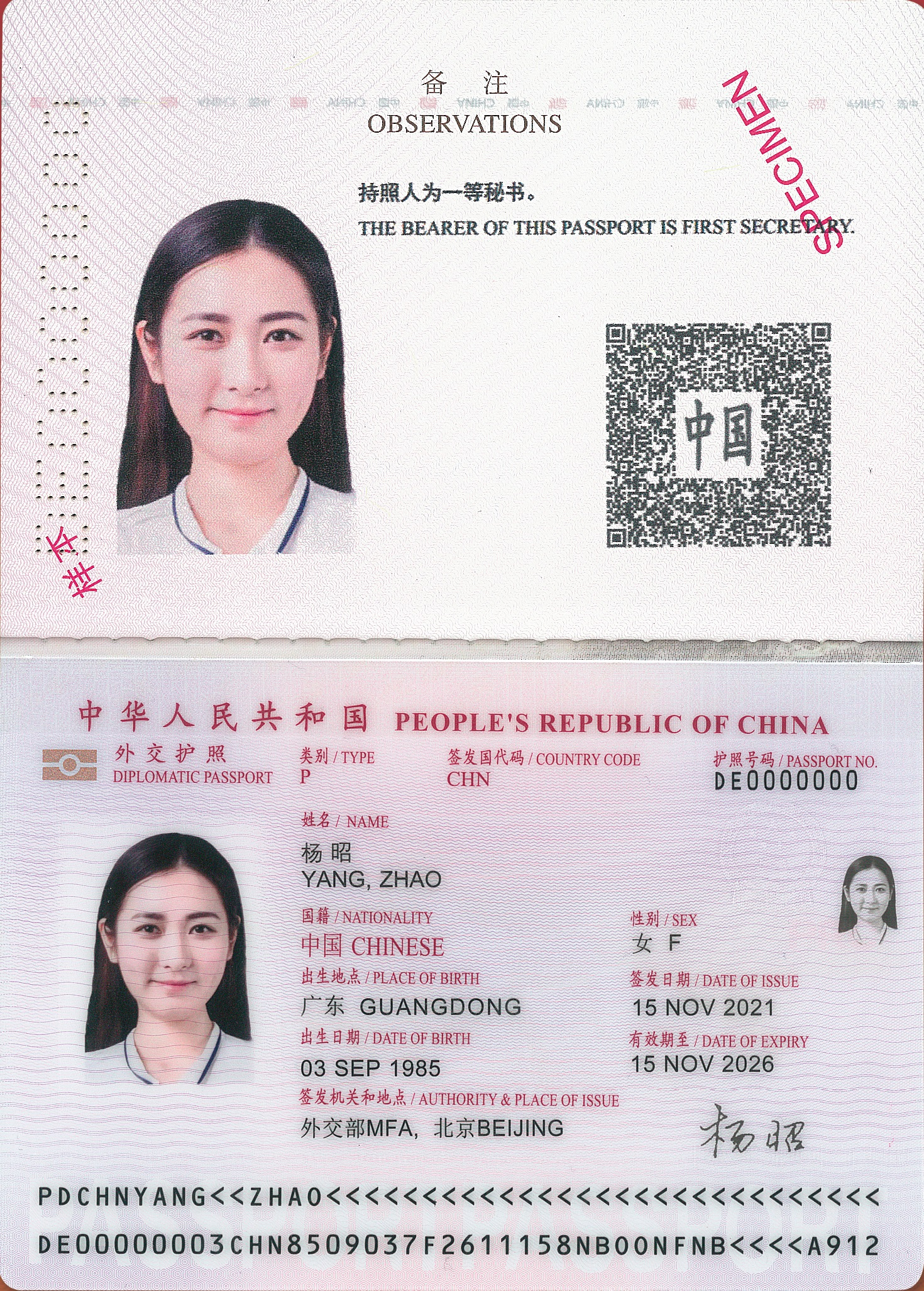
2021版外交电子护照个人信息页和備注页

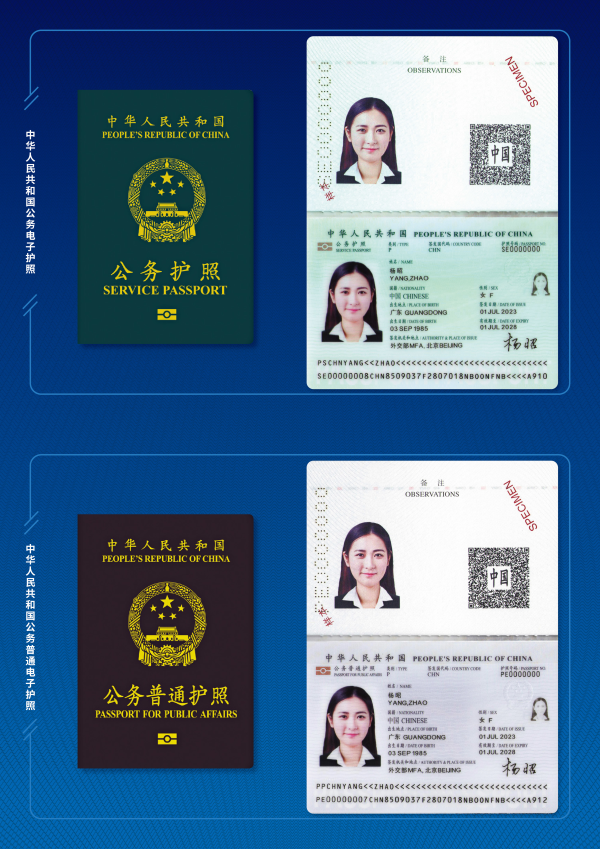
2023版中华人民共和国电子公务护照和公务普通护照

在護照的資料頁中，左側為護照持有者的彩色照片，右側則有防僞用的小尺寸黑白照片，資料頁下方為書寫了兩次護照的英語大寫“PASSPORT”的防僞反光文字，防僞反光文字以護照機讀區的可機讀識別碼覆蓋。護照主要資料有一層防偽膜，防偽膜中有中国三字代碼“CHN”，和平鴿以及長城的激光防伪圖案。該版外交護照雖未設有“持照人簽名”欄位，但會直接將持照人签名扫描后打印在有效期下方。除此以外，2021版外交电子护照、2023版公务电子护照及公务普通电子护照的个人资料页還包含以下資料內容：
- 類型／：P（普通护照、外交护照、公务护照以及公务普通护照均为此代码）
- 國家碼／：CHN（中國的ISO 3166-1代碼）
- 護照號／：一共9位，包括首兩位字母“DE”和数字。护照换發后将得到一个新的护照号，可在第二页加注取代前号码，这与身份证换發后仍然保持同一身份证号码的政策不同。各类型护照的护照号首字母如下：

| 外交护照 | 公务护照 | 公务普通护照 |
| -------- | -------- | ------------ |
| DE       | SE       | PE           |

- 姓名／（上方为中文，下方为英文，先姓后名，英文的姓和名以逗号分隔。「ü」都被改寫成「YU」，如「呂」作「LYU」[32]）
- 国籍／：“中国 ”（預印字樣）
- 性別／：男性標注為男 M ，女性標注為 女 F
- 出生地點／：以省、自治区、直辖市為單位，附注漢語拼音，如廣東省出生則為「广东 GUANGDONG」
- 簽發日期／：以“DD MMM YYYY”的形式記載（MMM表示英語月份前3字的縮寫）
- 出生日期／：記載格式同簽發日期
- 有效期至／：記載格式同簽發日期
- 簽發機關和地點／：签发机关为外交部加英文缩写MFA，地点的格式与出生地点相同。例：「外交部, 」。

### 护照声明
护照通常都包含签发国的关照语，向其它所有国家声明持有人为本国公民身份，并且请求允许其持有人过境，同时享有国际法所规定的待遇。中华人民共和国护照内均印有如下关照语，先用中文写出，接着用英文表述：
中文（楷书）
英文（Times New Roman字体）

2023版电子公务护照声明页

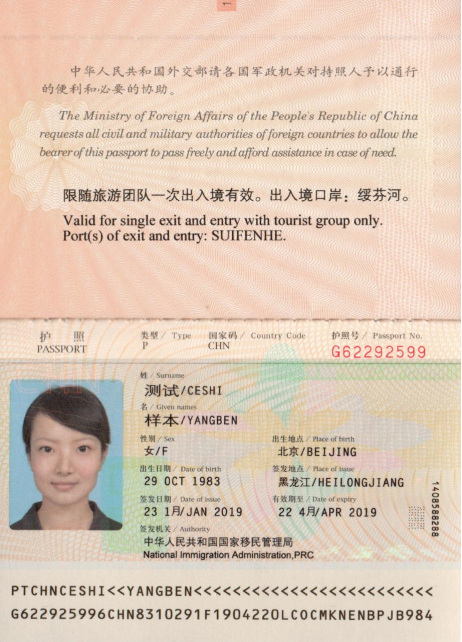
97-2版普通护照（边境旅游护照）个人信息页和声明页

边境旅游护照还会在声明下方注有使用限制，出入境口岸一栏会注有边境旅游线路限定口岸的名称，英文则会注有口岸的英文名称。

### 备注页和签证页

#### 普通护照

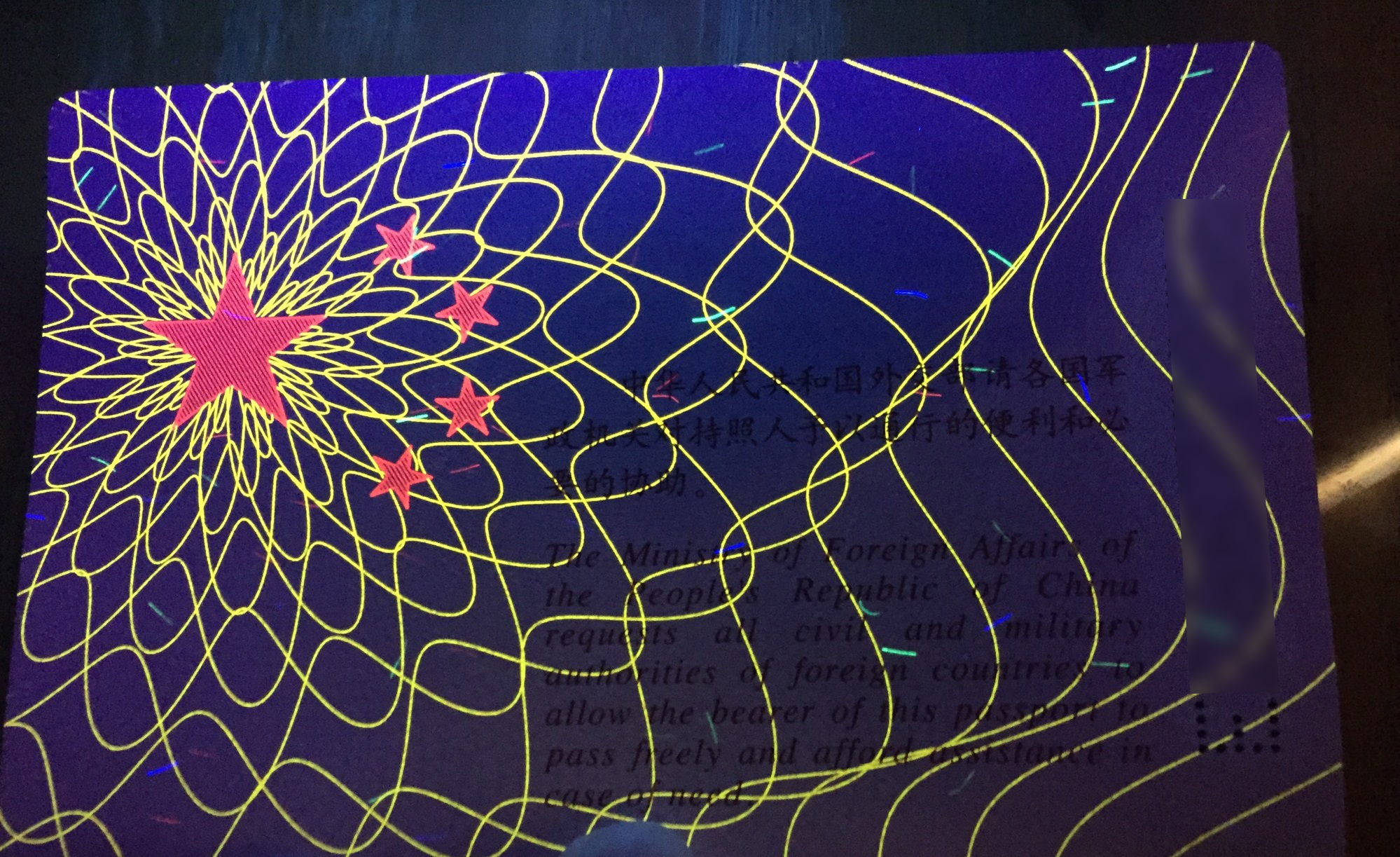
电子普通护照声明页中的防伪图案在黑光灯下发光，呈现中华人民共和国国旗图案

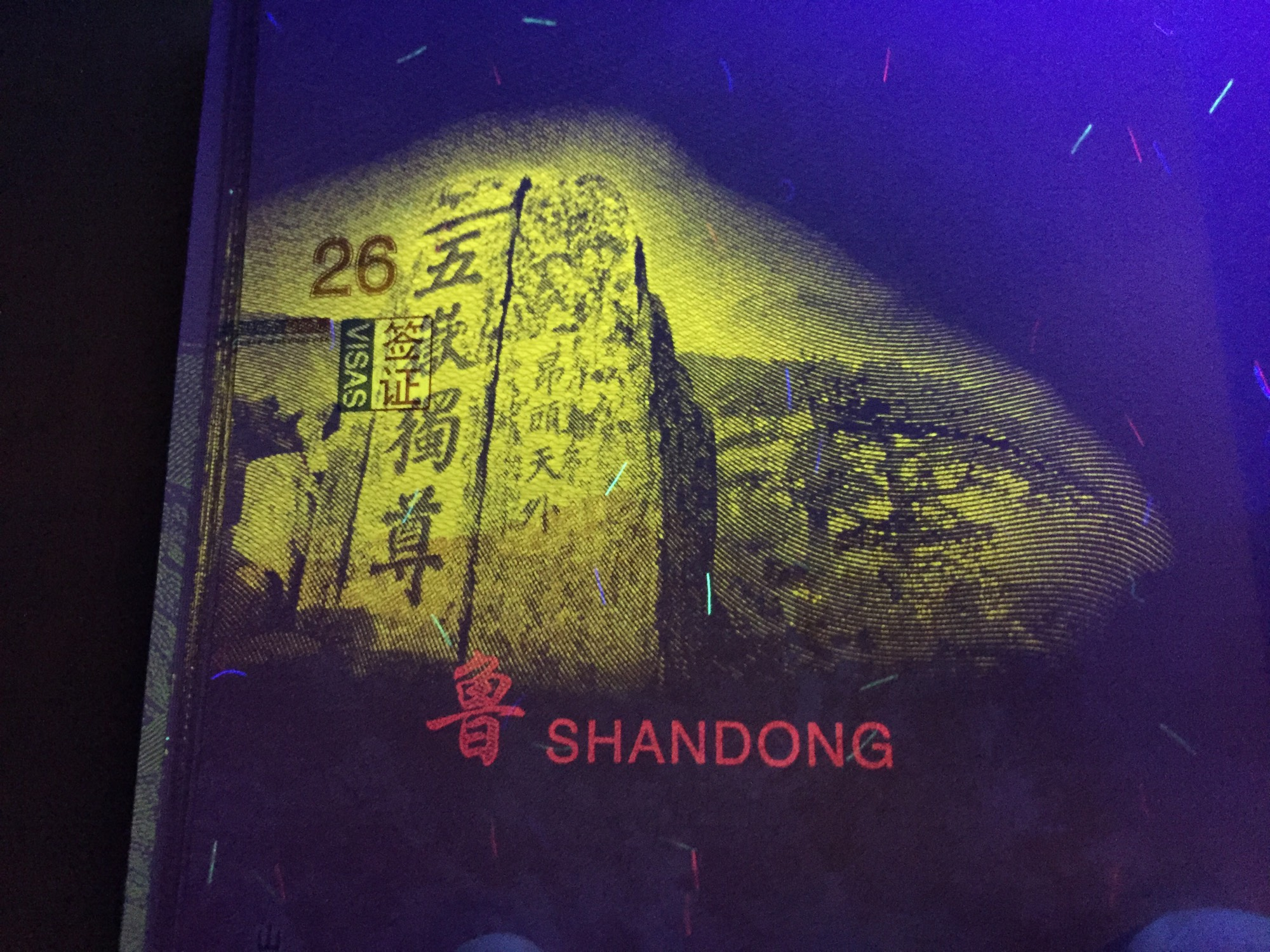
电子普通护照第26页中的荧光图案

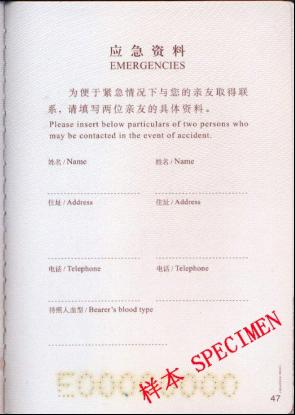
电子普通护照应急资料页

从第4页至第7页为备注页，第8页至第46页为签证页，第47页为应急信息页。签证页的每一页图案皆不同，为中国各省区市的自然或人文景观，若用黑光灯照射，则会显示另一个自然或人文景观，并会呈现各省区市的简称和英文名称。水印为各民族的人物形象。每页下方通过打孔显示出护照号。
电子普通护照内页中的图案包括：
| 页码  | 代表地区         | 常光图案            | 荧光防伪图案     |
| ----- | ---------------- | ------------------- | ---------------- |
| 8-9   |                  | 中国地图 天安门     | 天安门           |
| 10    | 北京市           | 故宫                | 颐和园           |
| 11    | 天津市           | 海河                | 滨海新区         |
| 12    | 河北省           | 山海关              | 老龙头长城       |
| 13    | 山西省           | 壶口瀑布            | 平遥古城         |
| 14    | 内蒙古自治區     | 呼伦贝尔草原        | 蒙古包           |
| 15    | 辽宁省           | 星海广场            | 工业基地         |
| 16    | 吉林省           | 雾凇                | 吉林民居         |
| 17    | 黑龙江省         | 太阳岛              | 防洪纪念塔       |
| 18    | 上海市           | 陆家嘴              | 外滩             |
| 19    | 江苏省           | 苏州园林            | 南京长江大桥     |
| 20    | 浙江省           | 西湖三潭映月        | 杭州西湖远景     |
| 21    | 安徽省           | 黄山                | 皖南古村落       |
| 22    | 福建省           | 武夷山              | 客家土楼         |
| 23    | 江西省           | 井冈山              | 庐山             |
| 24-25 |                  | 中国地图 长城       | 长城             |
| 26    | 山东省           | 泰山十八盘          | 泰山五岳独尊石雕 |
| 27    | 河南省           | 龙门石窟            | 少林寺           |
| 28    | 湖北省           | 三峡大坝            | 武当山           |
| 29    | 湖南省           | 张家界              | 凤凰古城         |
| 30    | 广东省           | 丹霞山              | 五羊石像         |
| 31    | 广西壯族自治區   | 漓江象鼻山          | 桂林山水         |
| 32    | 海南省           | 海岛椰林            | 天涯海角         |
| 33    | 重庆市           | 夔门                | 朝天门           |
| 34    | 四川省           | 都江堰              | 青城山           |
| 35    | 贵州省           | 黄果树瀑布          | 千户苗寨         |
| 36    | 云南省           | 石林                | 丽江古城         |
| 37    | 西藏自治區       | 布达拉宫            | 雅鲁藏布江大峡谷 |
| 38    | 陕西省           | 兵马俑              | 宝塔山           |
| 39    | 甘肃省           | 莫高窟              | 月牙泉           |
| 40    | 青海省           | 青藏铁路            | 塔尔寺           |
| 41    | 宁夏回族自治區   | 沙湖                | 西夏王陵         |
| 42    | 新疆維吾爾自治區 | 丝绸之路            | 特克斯草原       |
| 43    | 台湾省           | 日月潭              | 清水断崖         |
| 44    | 香港特別行政區   | 维多利亚港          | 维多利亚港       |
| 45    | 澳门特別行政區   | 西湾大桥            | 大三巴牌坊       |
| 46    |                  | 中国地图 天坛祈年殿 | 圜丘             |

与97-2版护照相比，电子护照增加了“应急资料”页，持照人可填写最多两名应急联系人的联系方式以及本人的血型信息。

#### 公务及公务普通护照

2023版电子公务护照签证页

2023版电子公务护照应急资料页

从第3页至第5页为备注页，第6页至第48页为签证页，第49页为应急信息页。签证页的每一页图案皆不同，为中国大陆各省区市的自然或人文景观。每页下方通过打孔显示出护照号。
公务电子护照及公务普通电子护照内页中的图案包括：
| 页码  | 代表地区   | 图案           |
| ----- | ---------- | -------------- |
| 6-7   | 北京市     | 颐和园         |
| 8-9   | 河北省     | 避暑山庄       |
| 10-11 | 山西省     | 平遥古城       |
| 12-13 | 辽宁省     | 沈阳故宫       |
| 14-15 | 江苏省     | 同里退思园     |
| 16-17 | 安徽省     | 黄山           |
| 18-19 | 福建省     | 客家土楼       |
| 20-21 | 江西省     | 庐山           |
| 22-23 | 山东省     | 泰山           |
| 24-25 | 河南省     | 龙门石窟       |
| 26-27 | 湖北省     | 武当山         |
| 28-29 | 湖南省     | 张家界武陵源   |
| 30-31 | 广东省     | 开平碉楼       |
| 32-33 | 重庆市     | 大足石刻       |
| 34-35 | 四川省     | 都江堰         |
| 36-37 | 贵州省     | 喀斯特地貌     |
| 38-39 | 云南省     | 丽江古城       |
| 40-41 | 西藏自治區 | 布达拉宫       |
| 42-43 | 陕西省     | 秦始皇陵兵马俑 |
| 44-45 | 甘肃省     | 莫高窟         |
| 46    |            | 长城           |

与97版公务／公务普通护照相比，电子公务／公务普通护照同样增加了“应急资料”页，持照人可填写一位亲友的联系方式。

#### 外交护照

2023版电子外交护照签证页

2023版电子外交护照应急资料页

封二为请求页，印有“中华人民共和国外交部请各国军政机关 对持照人予以通行的便利和必要的协助”。第2页为持照人照片和个人资料及护照资料页。第3-5页为备注页，用以打印各类加注，并印有持照人彩色照片和含有个人信息的防伪二维码。第6-48页为签证页。第49页为注意事项，提示外交护照使用过程中的注意事项。 护照有效期根据持照人职务需要由发照机关按规定确定。签证页的每一页图案皆不同，为中国大陆各省区市的自然或人文景观。每页下方通过打孔显示出护照号。
根据外交部公开发布的公文记载，32页版本的电子外交护照内页中的图案包括：
| 页码 | 代表地区         | 图案             |
| ---- | ---------------- | ---------------- |
| 6    | 北京市           | 中南海           |
| 7    | 河北省           | 坝上草原         |
| 8    | 山西省           | 壶口瀑布         |
| 9    | 辽宁省           | 大黑山           |
| 10   | 江苏省           | 周庄拙政园       |
| 11   | 安徽省           | 歙县民居         |
| 12   | 福建省           | 鼓浪屿           |
| 13   | 江西省           | 滕王阁           |
| 14   | 山东省           | 曲阜孔庙         |
| 15   | 河南省           | 云台山           |
| 16   | 湖北省           | 黄鹤楼           |
| 17   | 湖南省           | 张家界天子山     |
| 18   | 湖南省           | 天门山           |
| 19   | 广东省           | 丹霞山           |
| 20   | 重庆市           | 白帝城           |
| 21   | 四川省           | 九寨沟           |
| 22   | 贵州省           | 万峰林           |
| 23   | 云南省           | 虎跳峡           |
| 24   | 西藏自治區       | 罗布林卡         |
| 25   | 陕西省           | 大雁塔           |
| 26   | 甘肃省           | 玉门关           |
| 26   | 西藏自治區       | 雅鲁藏布江大峡谷 |
| 26   | 陕西省           | 西安城墙         |
| 26   | 四川省           | 乐山大佛         |
| 26   | 新疆維吾爾自治區 | 天山             |
| 26   | 天津市           | 大沽口炮台       |
| 31   | 台灣省           | 钓鱼岛           |
| 32   | 北京市           | 天安门           |

根据外交部公开发布的公文记载，96页版本的电子外交护照内页中的图案包括：
| 页码  | 代表地区         | 图案             |
| ----- | ---------------- | ---------------- |
| 6-7   | 北京市           | 中南海           |
| 8-9   | 河北省           | 京张铁路         |
| 10-11 | 山西省           | 壶口瀑布         |
| 12-13 | 辽宁省           | 大黑山           |
| 14-15 | 江苏省           | 周庄拙政园       |
| 16-17 | 安徽省           | 歙县民居         |
| 18-19 | 福建省           | 鼓浪屿           |
| 20-21 | 江西省           | 滕王阁           |
| 22-23 | 山东省           | 曲阜孔庙         |
| 24-25 | 河南省           | 云台山           |
| 26-27 | 湖北省           | 黄鹤楼           |
| 28-29 | 北京市           | 古观象台         |
| 30-31 | 天津市           | 天津港           |
| 32-33 | 山西省           | 华山             |
| 34-35 | 辽宁省           | 虎山长城         |
| 36-37 | 江苏省           | 留园狮子林       |
| 38-39 | 安徽省           | 巢湖             |
| 40-41 | 福建省           | 平潭岛           |
| 42-43 | 江西省           | 鄱阳湖           |
| 44-45 | 山东省           | 泰山             |
| 46-47 | 陕西省           | 终南山           |
| 48-49 | 湖北省           | 武当山           |
| 50-51 | 湖南省           | 张家界天子山     |
| 52-53 | 湖南省           | 天门山           |
| 54-55 | 广东省           | 丹霞山           |
| 56-57 | 重庆市           | 白帝城           |
| 58-59 | 四川省           | 九寨沟           |
| 60-61 | 贵州省           | 万峰林           |
| 62-63 | 云南省           | 虎跳峡           |
| 64-65 | 湖南省           | 天门山           |
| 66-67 | 广东省           | 丹霞山           |
| 68-69 | 重庆市           | 白帝城           |
| 70-71 | 四川省           | 九寨沟           |
| 72-73 | 贵州省           | 万峰林           |
| 74-75 | 云南省           | 虎跳峡           |
| 76-77 | 西藏自治區       | 罗布林卡         |
| 78-79 | 陕西省           | 大雁塔           |
| 80-81 | 甘肃省           | 玉门关           |
| 82-83 | 西藏自治區       | 雅鲁藏布江大峡谷 |
| 84-85 | 陕西省           | 西安城墙         |
| 86-87 | 四川省           | 乐山大佛         |
| 88-89 | 重庆市           | 白帝城           |
| 90-91 | 新疆維吾爾自治區 | 天山             |
| 92-93 | 天津市           | 大沽口炮台       |
| 94-95 | 台灣省           | 钓鱼岛           |
| 96    | 北京市           | 天安门           |

### 注意事項

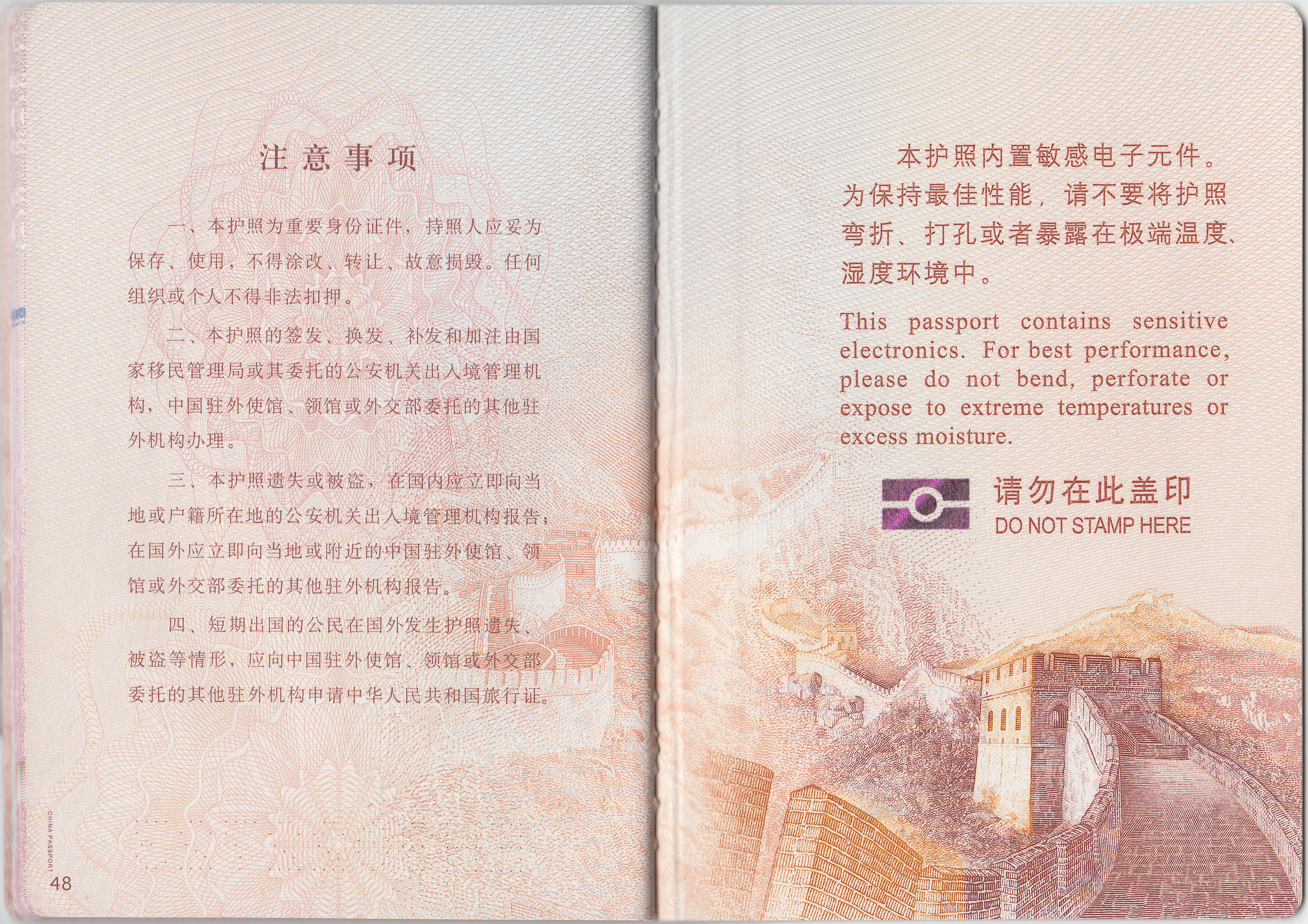
现行电子普通护照的注意事项

2023版电子公务护照的注意事项

2023版电子公务护照使用提示页

在电子普通护照中，注意事项内容于第48页；而在电子公务／公务普通护照中，注意事项内容则在第49页。现行普通护照注意事項內容全文為：
而公务／公务普通护照注意事項內容全文為：
电子护照的封底被用于放置电子芯片。为了保护电子芯片，电子护照的封三页印有使用提示。普通护照的使用提示具体内容为：
而公务／公务普通护照的使用提示具体内容为：

## 办理和管理要求

### 办理护照
国家移民管理局将中国内地划分成按需申领护照地区和按条件申领护照两种地区，民众原则上应当根据户口所在地向当地的出入境管理机构申请办理护照。
自2013年起，北京市开始在派出所试点护照办理业务。2015年6月，公安部表示，公安部正研究推动向县级公安机关出入境管理部门下放护照审批权限，进一步提高证件审批效率，同时也效仿北京等地的做法，在派出所设立护照受理点，方便群众可以就近申领护照。
| 国家和地区               | 收费       |
| ------------------------ | ---------- |
| 中国大陆                 | CNY 120    |
| 香港                     | HKD 137    |
| 澳門                     | MOP 141    |
| 美国                     | USD 18     |
| 欧元区                   | EUR 16     |
| 加拿大                   | CAD 23     |
|                          | AUD 25     |
| 新西兰 · 庫克群島 · 纽埃 | NZD 27     |
| 日本                     | JPY 2,000  |
|                          | KRW 20,000 |
| 英国                     | GBP 14     |
| 瑞士                     | CHF 18     |

从2016年4月1日起，公安部已在全国实施居住证制度的县级以上城市，施行居住证持有人在居住地申办因私出入境证件的措施。2018年9月1日起，内地居民可在全国范围内异地申请换（补）发出入境证件，申办手续与户籍地一致。2019年4月1日起，包括护照在内的中国内地居民出入境证件实行“全国通办”，内地居民可在全国任一出入境管理窗口申请办理护照，在异地办理护照的条件和在申请人的户籍地办理一致。
办理护照所需的材料主要包括申请人的身份证、一至数张照片和出入境证件申请表（2015年12月28日前还需提供户口簿原件及复印件）。在非户籍地申办护照还需要当地公安部门发出的居住证，其他材料与当地居民相同。部分地区的申请人还需要提供其他证明材料。由于电子护照内含芯片，申请人还需要被采集指纹。

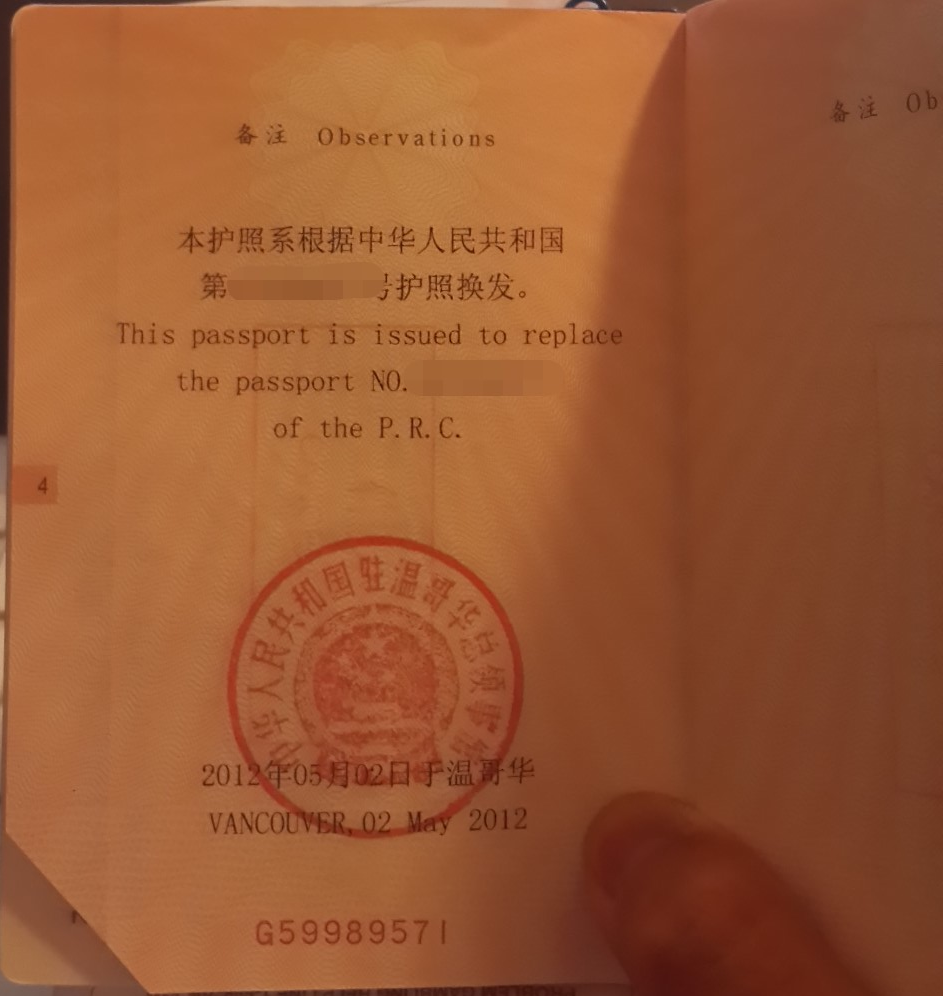
97-2版普通护照备注页上加注的旧护照信息及签发机关盖章。自电子护照启用后，该盖章已取消。

在中国内地普通护照初次申领、补发和换发护照费用为120元人民币，但由于补发和换发护照时需要加注旧护照信息，因此需要额外支付20元加注费，合计为140元。
2021年6月10日后取消普通护照加注收费。2007年《护照法》颁布实施前，普通护照有效期较短但可以延期，延期费用为20元／次，2007年起护照有效期延长但无法延期，因此护照到期后，必须重新申办。
在中国境外（含香港和澳门）首次申领、补發和换發的费用按照汇率折算为当地法定货币、美元或欧元进行收取。外交护照、公务护照和公务普通护照的首次申领、补發和换發均为免费。申请人在中国驻部分境外使领馆首次申领、补發和换發护照前，需要到海外申请护照在线预约系统申请预约，预约后才能办理。2020年2月1日起，中国各驻外使领馆实行中国护照“全球通办”，同时进一步简化海外中国公民换补发护照时需提交的申请材料。
在户籍地申请护照，出入境管理机关收到申请材料后，应在15日内对符合签发规定的申请人签發普通护照；有交通不便等特殊情况或者在非户籍地申请护照时，签发时间可延长至30日。对不符合规定不予签發的，则应当向申请人书面说明理由并告知其享有申请行政复议或者提起行政诉讼的权利。。对于加急办理，出入境管理机关将在收到申请材料之日起五个工作日内签发护照。
对于期满换发护照，如果旧护照中有仍然有效的签证，部分国家仍然予以承认并允许持证人在入境该国时同时出示新旧两本护照。但是对于丢失、损毁等原因补发护照，由于旧护照的信息会被上传至公安机关和国际刑警组织的数据库（外国政府也能查阅），因此在补发手续完成后旧护照连同其中的签证等即宣告作废且该流程不可逆，就算重新找到遗失的护照，也不能继续使用。

#### 申请人
拥有中华人民共和国国籍的公民可以申请中华人民共和国护照，但是在特定情况下护照签发机关将不予签发护照。
根据《中华人民共和国护照法》第十三条，申请人有下列情形之一的，护照签发机关不予签发护照：
1. 不具有中华人民共和国国籍的；
2. 无法证明身份的；
3. 在申请过程中弄虚作假的；
4. 被判处刑罚正在服刑的（含正在接受社区矫正的）；
5. 人民法院通知有未了结的民事案件不能出境的；
6. 属于刑事案件被告人或者犯罪嫌疑人的；
7. 国务院有关主管部门认为出境后将对国家安全造成危害或者对国家利益造成重大损失的。

根据《中华人民共和国护照法》第十四条，申请人有下列情形之一的，护照签发机关自其刑罚执行完毕或者被遣返回国之日起六个月至三年以内不予签发护照：
1. 因妨害国（边）境管理受到刑事处罚的；
2. 因非法出境、非法居留、非法就业被遣返回国的。

#### 按需申领护照
按需申领护照即公民申请因私出国护照时只需凭身份证（未在户籍地申请的在首次申请时还需居住证或其他相关材料），即可填写申请表向出入境管理部门申领护照。
2002年，广东的中山、顺德、珠海等9个城市，以及辽宁抚顺、山东淄博和海南琼海成为第一批按需申领护照的地区，而在特大城市中，上海于2002年9月1日率先实现按需申领护照。截至2020年3月，中国大陆共有29个省、直辖市、自治区超过300个地级行政单位的户籍居民已实现按需申领护照。
按需申领护照地区居民若要申请护照，首先可以前往全国任一公安机关出入境管理机构领取《中国公民出入境证件申请表》填写或者在有网站或微信小程序的公安机关出入境管理机构在线预约填表，填写此表后携带符合《出入境证件相片照片指引》的本人彩色数码相片（提供方式包括光盘、当场采集等，广东省则提供由照相服务单位出具的数字相片回执，部分地区可提供纸质相片）、本人身份证原件前往全国任一公安机关出入境管理机构或者此前已经在线预约填表所预约的办证地点递交申请并留下指纹信息。申请通过制证完成后，申请人亲自前往办证地点领取护照，部分地区也可以通过快递收取护照（须支付邮递费用）。
自2024年5月6日起，北京、上海等20个试点城市16周岁以上户籍居民（国家工作人员和现役军人除外）换发补发普通护照可线上办理。

#### 按条件申领护照
按条件申领护照地区的申请过程基本和按需申领护照地区类似，但是除了按需申领护照时所需的所有材料和步骤外，根据申请人出国的目的，还需要提供对应的证明材料，例如出国旅游者需要提交有资质的旅行社开具的发票（因此按条件申领护照地区的旅行社会以150-300元的价格专门为自由行旅客办理面额200元到2000元不等的办护照专用发票），出国探亲访友者需提交境外亲属或友人的境外身份证明复印件。由于申请人在提交申请表之前需要准备证明材料，因此合计时间相较按需申领护照的偏长，但一般都能在15个工作日内办结。
随着中国改革开放的逐步推进，按条件申领护照地区数目正在逐步缩小，至2025年2月，对于下列地区的户籍居民仍实行按条件申领护照制度：
- 新疆维吾尔自治区全境
- 西藏自治区全境
- 青海省全境
- 四川省阿坝州、甘孜州、凉山州木里县[73]
- 甘肃省甘南州[74]
- 云南省迪庆州

此外，国家工作人员（包括党政机关、国有企事业等单位工作人员）和现役军人（含武警），申办护照时均需要其所属工作单位或者上级主管单位出具的同意办理出入境证件的证明。

#### 境内异地办理护照
最初，申办护照需要在户籍地进行。2013年7月1日起，43个城市的出入境管理部门可以为非本市户籍居民异地就近申请护照。2019年4月1日起，包括护照在内的中国内地居民出入境证件实行“全国通办”，内地居民可在全国任一出入境管理窗口申请办理护照，在异地办理护照的条件和在申请人的户籍地办理一致。对于跨省办理的护照，签发地一栏填写的是护照实际签发地的省/市/自治区名称而非申请人的户籍地。

#### 驻外机构和派出机构办理护照
最初，在驻外使领馆、驻港澳特派员公署等驻外或派出机构换发护照需提供所在国居住证明，补发护照时则要求在国外停留一定时间。2020年2月1日起护照实现“全球通办”，海外中国公民可向中国任何驻外使领馆申请护照换补发，如果是换发，仅需提供原护照、国籍状况声明书、照片和申请表。如果是补发，另提供遗失或损毁情况说明即可。

### 集中保管
為防止贪污、间谍等情況，中國公職人員因私出國證照受到管控。1999年以来，中央纪委、中央组织部、公安部等部门陆续印发《关于加强党政机关县（处）级以上领导干部出国（境）管理工作的意见》《关于加强国家工作人员因私事出国（境）管理的暂行规定》《关于进一步加强党员干部出国（境）管理的通知》等规范性文件，对公职人员因私出境管理工作作出了明确规定。如：第一，在办妥因私出国护照或往来港澳通行证后，要向所属地区和部门党组织报告并登记，由组织集中保管因私出国（境）证照，不得私自保存。第二，出国（境）前，应按照组织、人事管理权限履行审批手续。2019年起，類似政策擴展至部份中小學教師、醫院職工、銀行職員等。
据自由亚洲电台报道，2019冠状病毒病疫情期間，亦有部份派出所、公安局要求当地居民上交護照。
对于外交、公务和公务普通护照的管理更为严格，持有此类护照因公出国的人员在出国任务完成后都应当将护照交回其所属单位集中保管，如未按规定交回护照，所属单位的护照主管人员应报告外交部领事司。

### 扣押、注销与作废
护照的扣押主要有以下情形：
- 人民法院、人民检察院、公安机关、国家安全机关、监察机关因办理案件需要依法扣押案件当事人的护照[84]。

护照的作废主要有以下情形：
- 被依法声请扣押护照却拒不交出的[84]；
- 丧失中华人民共和国国籍[84]；
- 护照遗失、被盗等情形[84]；
- 弄虚作假骗取护照（包括申请变更加注时）[84][85]；
- 护照签发后，出入境管理机构发现持照人有护照签发机关不予签发护照的七种情形之一的[85]。

护照的收缴主要有以下情形：
- 弄虚作假骗取护照（包括申请变更加注时）[84][85]；
- 丧失/退出中华人民共和国国籍（包括退籍时上缴[85]、入外籍后于中国使领馆申领签证时上缴[86]和入外籍后于中国边检入境被发现“双重国籍”时收缴）；
- 持《前往港澳通行证》赴港澳地区定居[85][註 4]。

## 自助出入境检查

### 中國大陸

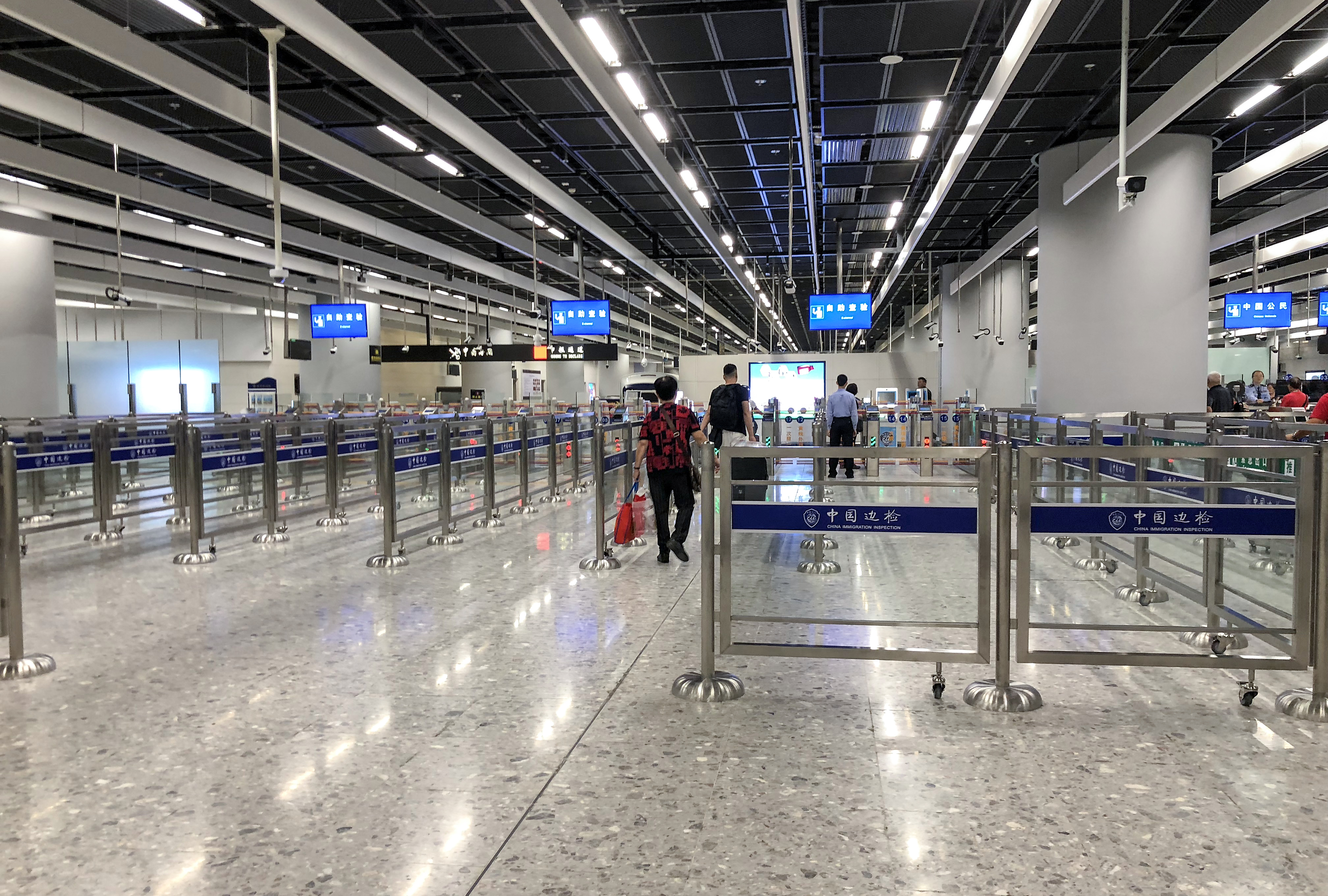
广深港高铁西九龙站口岸的自助查验通道

持已采集指纹信息或已备案的中国电子普通护照入境的旅客，可以在中国大陆所有具备自助通关条件的口岸选择快捷通道自助办理出入境边检手续。

### 香港
年滿11歲的持已采集指纹信息的中国护照持有人可以過境為目的使用e-道服務進出香港。

使用香港特别行政区进入许可者須滿足經常訪港旅客要求后可登記使用e-道。

### 澳大利亚
年满 16 岁的持有效中国电子普通护照和澳大利亚签证入境的旅客可使用SmartGate进出澳大利亚。

### 新西兰
年满 10岁的持有效中国电子普通护照和新西兰签证入境的旅客可使用eGate进出新西兰。

### 新加坡
年满 6岁的持有效中国电子普通护照并填写新加坡入境卡的旅客可使用自动通关通道进出新加坡。

## 签证待遇
根据中国领事服务网于2023年12月7日发布的数据，目前26个国家和地区允许中国公民免签入境，44个国家和地区允许中国公民办理落地签证，41个国家和地区允许中国公民免签过境，其中部分國家和地区对中国公民同時实施免簽和落地簽證政策。目前，中国已与28个国家签署适用于普通护照的互免签证协议并正式生效。
截止2025年6月9日，Henley & Partners公司所作的研究表明，中华人民共和国普通护照持有者在亨利护照指数2025年6月全球排名得分为83分，在103个档次（部分同名次）中位列第64名。

对中华人民共和国普通护照持照人实施签证优惠政策国家

## 相关事件与争议

### 内页地图争议

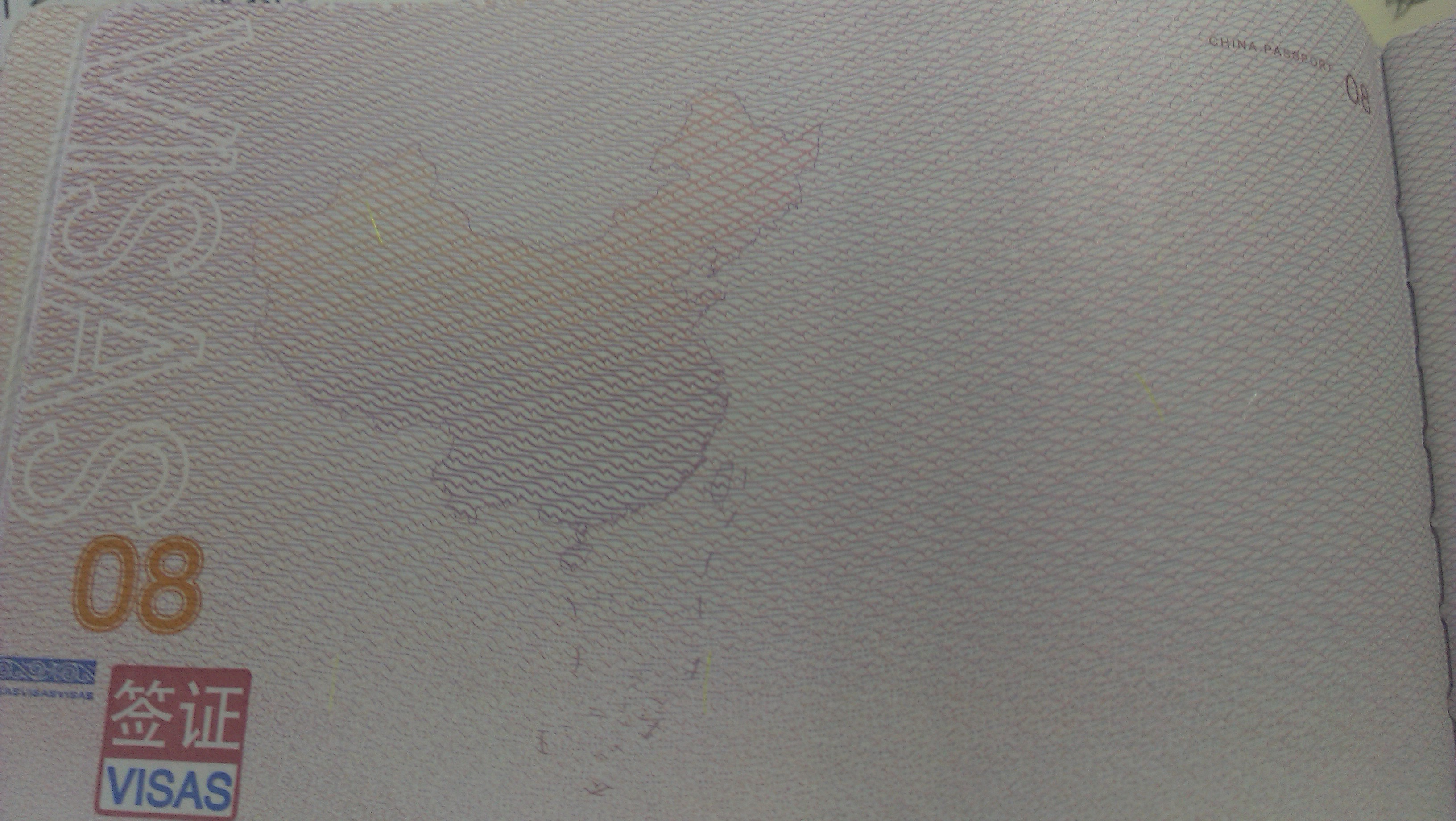
中国护照中涉及南海主权争议的地图

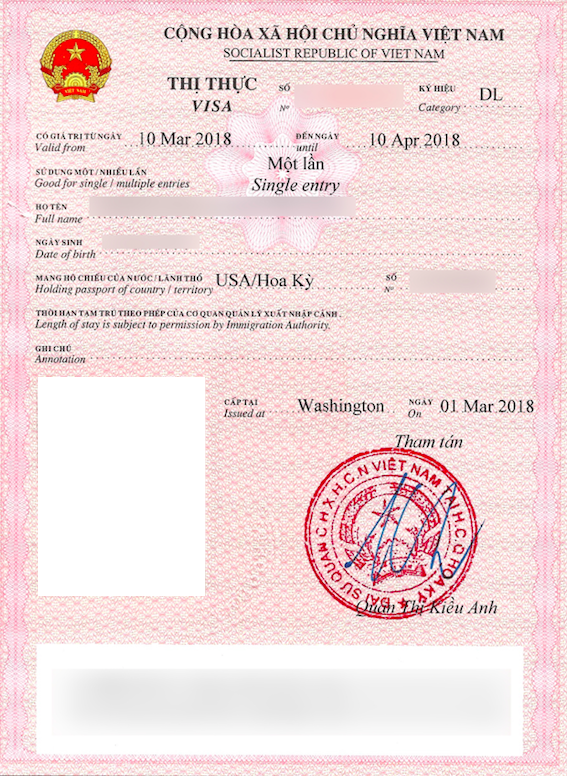
越南另纸签证样本

2012年5月新發行的中國電子普通護照，在內頁印製的地圖劃出了中國在南海、藏南地區等區域的主權範圍，引起菲律賓、越南和印度等國的抗議和不滿。中國新版電子護照第8、24、32（海南省版圖）、37（西藏版圖）、43（台灣版圖）及46頁出現中國地圖及局部區域版圖，將主權爭議地區納入中华人民共和國領土版圖，包括藏南地区、阿克赛钦地区以及南海九段线等，引起部分当事国不滿而拒絕在中國新版護照上贴签证或蓋章，但是相关国家均承认新版中国护照为有效的出入境证件。

### 中美护照差异谣言
2011年，中文网络论坛曾出现一篇描述“中国护照和美国护照的区别”的文章并被大量转载。文中提到“美国护照上写着：不管你身处何方，美国政府和军队都是你强大的后盾”而“中国护照上写着：请严格遵守当地法律，并尊重那里的风俗习惯”。对于美国护照文字的来源则有可能是对1993年版绿色美国护照上的一行字的误解，然而此版美国护照在1994年后便没有再发行。中国护照各个版本完全找不到对应文字的记载，仅本式的旧版中华人民共和国边境旅游专用出入境通行证的备注页中有记载：「本证件为边境旅游专用证件，持证人跟随团出入境，并遵守我国和前往国的法律，不得从事违法违规活动」。亦有人认为此语句的来源是旧版中国边检“外国人入境卡”中对外国人士的警示语，后讹为中国护照的记载。因此，多数人认为此篇文章是谣言。

### 签证优惠待遇低问题
2014年，由于中国护照在签证优惠待遇方面比不上发达国家护照，免签国家仅为45个，持中国普通护照前往大多数发达国家也必须提前申请签证，因此导致经常出国人士对于中国护照产生“不好用”的抱怨。为此，中国外交部官员承认中国护照的现状与民众的期待存在落差，提高护照“含金量”很有必要。近年来，随着中国国力的提高和中国外交部的努力，更多国家对中国公民提供了签证优惠措施。随着2024年2月9日中新互免签证协议生效，新加坡成为首个对中国普通护照持照人免签证且与中国有直航的发达国家。
有的国家担心中国人口规模庞大，游客数量众多，开放免签会导致游客数量超过接待能力，因此认为需要谨慎对待针对中国公民的免签政策。

### 新疆户籍居民申领和使用护照
从2016年10月起，新疆维吾尔自治区石河子市的公安局出入境管理局发布公告，称“根据上级的要求”，市民必须把护照交到户口所在地派出所，或石河子市公安局出入境管理局进行年审，并警告说“如若不交，产生的不准出境等一切后果责任自负”。另外公告中称，如果市民需要使用护照，“必须去户口所在地小区出具证明方可调取”。此前在2016年6月，伊犁哈萨克自治州也要求申请护照的居民须同时采集DNA血液样本。这些做法也惹来了一些人士的争议。据中国媒体报道称，政府官员表示这是“维护社会秩序，打击恐怖主义的必要措施”。
而在2018年与2019年间，有一些户籍在新疆的人士表示其护照能够自行持有，但回族与维吾尔族人士仍需上交，也有疑似官方人士和旅行社表示新疆不分民族，护照均可自行持有。网友认为这是由于自2017年以来新疆再未发生恐怖袭击而放松了居民出境的限制。

### 频繁旅客护照谣言
2017年1月22日，新浪微博用户“巡游签证GOGOGO”发布文章《外交部推常旅护照：欧韩澳新141国家白本免签》，在社交媒体网络广泛流传。文章指出，将在北京、上海、广州、深圳四个城市率先开放的新《中华人民共和国频繁旅客护照》，持护照者在海外旅行时可在141个国家获得免签或落地签等优惠政策，入境滞留期限比普通护照要长。后来，外交部表示“消息纯属捏造，请勿轻信”。网友指出，文章引述了“外交部领事司琼仟振司长”的说法，但现任司长其实是郭少春。此外，文章护照配图改自2016公安部办理护照最新规定，其他所谓新浪旅游的照片纯属捏造。

### 国内航班证件新政
2017年5月，多家消息称，根据中华人民共和国新版《民用航空安全检查规则》及有关规定，2017年5月8日起乘坐国内航班的旅客需出示有效期内的身份证或办理临时身份证件，不能按以往那样直接使用有效护照登记。5月23日，中国民用航空局公安局下发通知澄清，中华人民共和国护照可以作为有效乘机证件，乘坐国内航班办理相关手续时应使用同一个有效身份证件。

### 公职人员使用限制
一些国营单位的职员，如公务员、银行员工、教师、医院人员、保险和金融从业者，需上交个人护照，由单位统一保管，使用需要审批。根据中央政府的规定，仅需高级官员或涉密人员上缴护照，但在一些地区，基层工作人员也需上缴护照，引起这些工作人员的不满。

### 赴台定居人员护照问题
大陆居民赴台定居分为“批准定居”与“自行取得台湾身份”两类，根据大陆出入境管理规定此两类人士在定居后均只需注销户籍而无需注销护照；但根据“护照法”和“护照签发办法”，公民无论申请或换补发护照均须持居民身份证和户口簿，而赴台定居因已注销户籍而无法在中国内地申领或换补发护照；同时赴台定居者亦非海外中国公民无法通过驻外使领馆申请护照换补发。
2024年12月起，台湾分批次清查公职人员及普通居民是否持有大陆身份或领用大陆证照；2025年7月，台湾预告修正大陸人民定居办法，补充规定来台定居者须提交“未申領持用或已放棄（註銷）大陸地區護照證明之公證書”，陆委会提出持有大陸地區護照者将要求其剪角護照；国台办则声明护照受到法律严格保护，任何组织或者个人不得故意损毁或者非法扣押护照，故意损毁者，将依法追究法律责任。